# Wasserliesch
Wasserliesch ist eine Ortsgemeinde im Landkreis Trier-Saarburg in Rheinland-Pfalz; sie gehört zur Verbandsgemeinde Konz. Der Ort liegt zwölf Kilometer südwestlich der Römerstadt Trier am rechten Ufer der Mosel unweit der deutsch-luxemburgischen Grenze zwischen den Mündungen ihrer Nebenflüsse Saar und Sauer. Stromabwärts weitet sich hier das Moseltal zu einem Talkessel, der sich etwa zwanzig Kilometer weit bis über die Stadt Trier hinaus hinzieht.
„Wasserliesch am Fluss der Geschichte“ nennt sich die Gemeinde in ihrem Logo, bezogen auf ihre geografische Lage und ihre weit zurückreichende wechselvolle Geschichte. Am Anfang des etwa 45 km langen landschaftlich besonders reizvollen Flussabschnittes der Mosel gelegen, den man in Deutschland Obermosel nennt, bildet die Gemeinde gewissermaßen das „Tor zur Obermosel“. Dieser Flussabschnitt, der nicht mit dem geografischen Oberlauf der Mosel identisch ist, erstreckt sich von der Mündung der Saar bis zum deutsch-französisch-luxemburgischen Dreiländereck mit den Grenzorten Apach (Frankreich), Perl (Deutschland) und Schengen (Luxemburg) und bildet größtenteils die Grenze zwischen den Bundesländern Rheinland-Pfalz und Saarland einerseits und Luxemburg andererseits.

## Geografisches, Geologisches und Botanisches

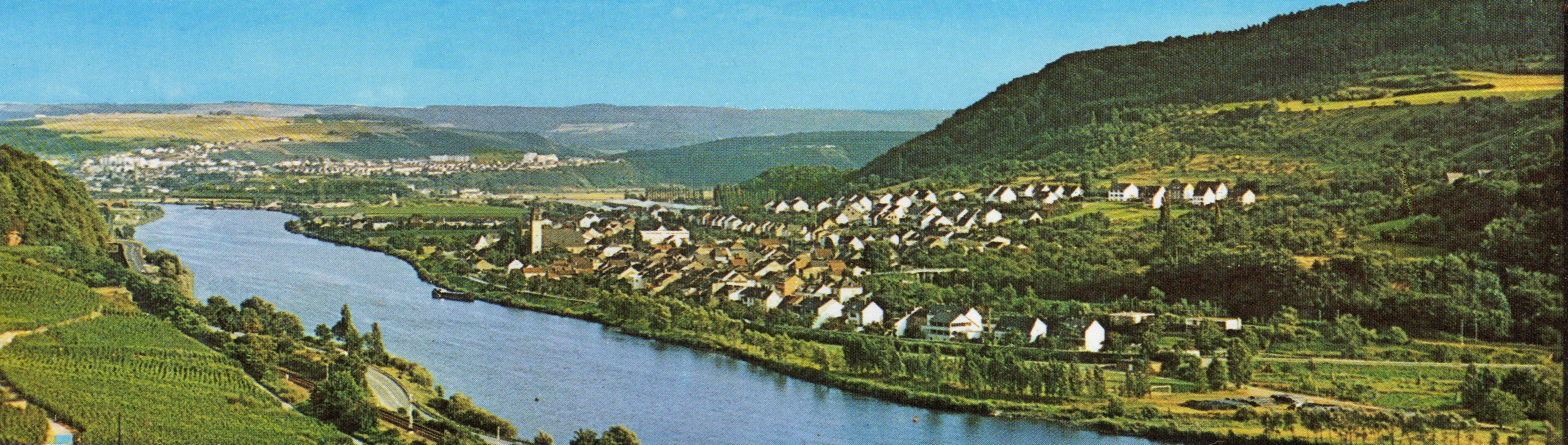
Wasserliesch auf einer Ansichtskarte von 1976, Blick vom Berghang oberhalb der Löwener Mühle

Die Gemeinde Wasserliesch bildet an der nordöstlichen Flanke des 347 m hohen Liescher Berges, der hier Löschemer Berg genannt wird, eine weite Hanglage. Als Ausläufer des zum Lothringer Stufenland gehörenden Saargaus, der sich links der Saar entlang der deutsch-französischen Grenze von Saarbrücken bis hierher erstreckt, fällt der Liescher Berg zum Ort und zur Mosel hin steil ab. Auf der Höhe des Berges bietet sich dem Betrachter an der Löschemer Kapelle ein großartiger Panoramablick hinunter ins Mosel- und Saartal auf den am anderen Ufer der Mosel gelegenen Ort Igel, über die Saarmündung und die Stadt Konz hinweg bis nach Trier und darüber hinaus. Mosel- und Saartal werden hier von den vielfach bewaldeten Höhen dreier Mittelgebirgszüge flankiert. Im Westen blickt man auf das Luxemburger Gutland, den südlichen Ausläufer der Ardennen, im Norden auf die Eifel und im Osten auf die Erhebungen des zum Hunsrück gehörenden Schwarzwälder Hochwaldes.

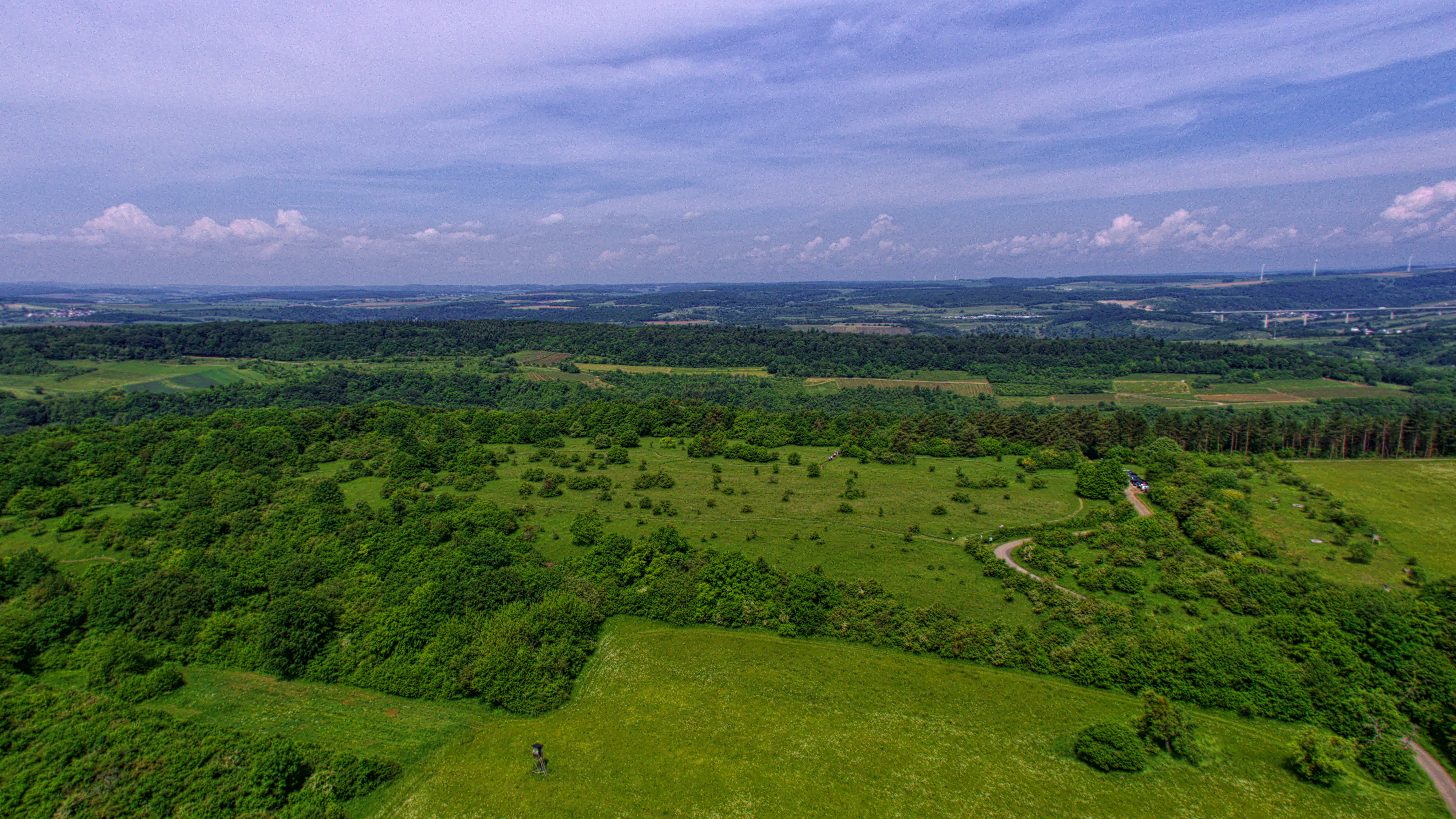
Naturschutzgebiet Perfeist in der Bildmitte

Am gegenüberliegenden Moselufer fallen einige aus dem Trias stammende rote Buntsandsteinfelsen ins Auge, die gleich daneben, deutlich davon abgetrennt, von hohen grau-weißen Kalksteinfelsen überragt werden. Hier hat sich eine geologische Grenze gebildet, die sogenannte Igeler Verwerfung, auch Igeler Bruch genannt. Sie setzt sich über die Mosel hinweg fort und teilt auch den Liescher Berg. Neben den beiden Formationen finden sich in der näheren und weiteren Umgebung bunte Keupergesteine und gelbliche Liassandsteine, Quarzit und nicht zuletzt der für den Weinbau an Mosel, Saar und Ruwer bedeutsame Schiefer.

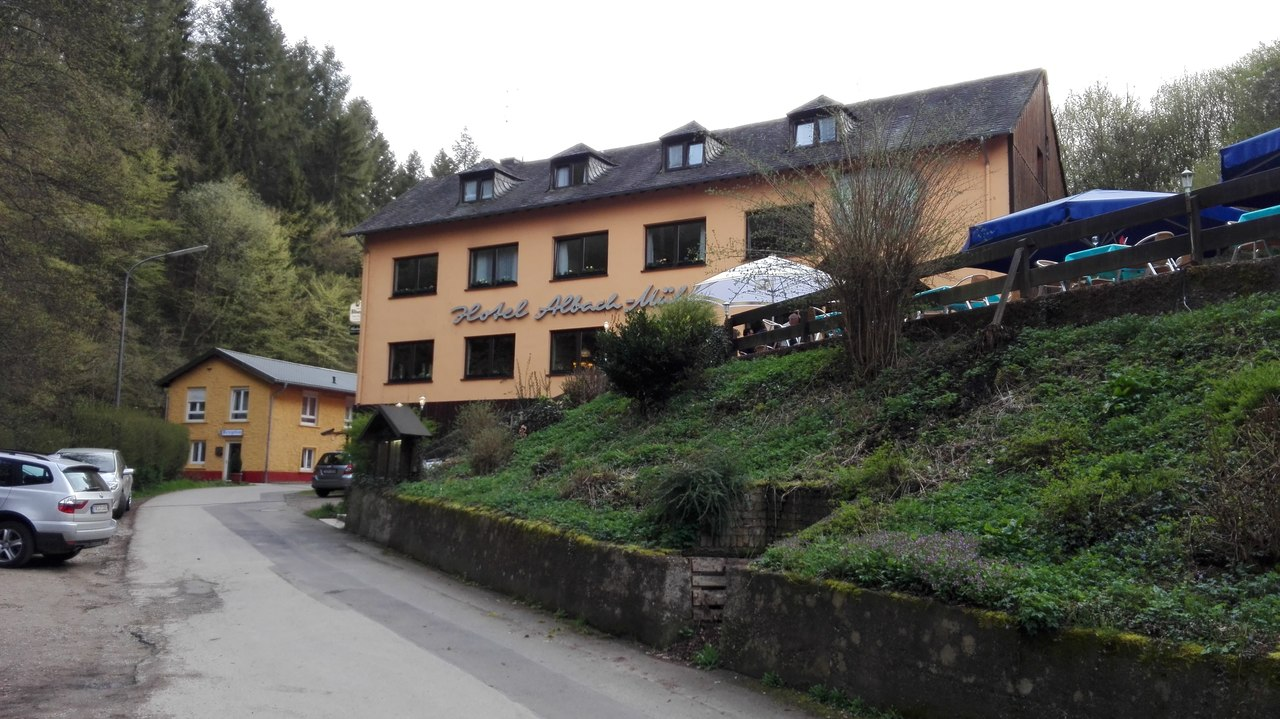
Hotel und Landgasthof Albachmühle

Das Hochplateau auf dem Liescher Berg bietet im Distrikt Perfeist das gleichnamige Naturschutzgebiet mit heideähnlicher Vegetation. Auf sogenanntem Kalkmagerrasen gibt es hier eine Vielzahl von Orchideenarten und andere seltene Pflanzen und Kleintierarten. Nach Westen hin fällt der Liescher Berg in ein etwa drei bis vier Kilometer langes Seitental der Mosel, das Albachtal, steil ab, in dem der auf dem Saargau als Mannebach entspringende Albach zur Mosel hin fließt und in diese mündet. Die Wasserkraft des Albach nutzte man noch bis zum Zweiten Weltkrieg zum Betrieb von drei Mühlen, die es hier mindestens seit dem 17. Jahrhundert, vermutlich aber noch wesentlich länger, gegeben hat. Zwei davon befinden sich im Albachtal, eine im Ort; letzter wurde von einem dem Albach entnommenen in den Ort hineingeleiteten Mühlbach gespeist. Eine Mühle mit integriertem Sägewerk wurde mit elektrischem Strom noch bis in die 1980er Jahre hinein betrieben. Alle Mühlengebäude sind – wenn auch verändert – noch vorhanden; eines beherbergt ein Hotel-Restaurant. Das unter Denkmalschutz stehende Gebäude der sogenannten Karthäuser Mühle innerhalb des Ortes wurde zu einem Wohnhaus umgebaut.
Nach Osten hin fällt der Liescher Berg von verkarsteten Kalksteinformationen ebenfalls steil ab, um dann in Terrassen – eine davon bildet die geschichtsträchtige Granahöhe – mit teils felsiger Abrisskante aus rotem Buntsandstein in den früher sumpfigen Talkessel der Saarmündung überzugehen. Auf und an diesen Terrassen wächst und gedeiht auch bestens die ansonsten eher in südlicheren Regionen Europas heimische Edelkastanie, auch Esskastanie oder Marone genannt (Castanea sativa); sie wird zur Reifezeit im Oktober gekocht oder geröstet gegessen und gilt hier als besondere Delikatesse. Die Talniederung ist heute trockengelegt und wird als Gewerbe- und Industriegebiet genutzt. Das Gelände ist zum großen Teil im Rahmen der Konversion aus dem nach dem Zweiten Weltkrieg von der früheren französischen Besatzungsmacht angelegten Militärlager Granahöhe entstanden, das in den ersten Jahren nach der deutschen Wiedervereinigung geschlossen und abgeräumt worden ist. Unterhalb des Berghanges gewinnen Baggerbetriebe roten Sand und am Moselufer aus Flussablagerungen Kies, der zu Baumaterial und Fertigbeton weiterverarbeitet wird.

### Gewässer
Albach und Fuchsgraben sind rechte Zuflüsse der Mosel.

### Nachbargemeinden
Benachbarte Gemeinden sind Igel, Trier, Konz, Tawern, Oberbillig und Langsur.

## Geschichte

### Ortsname
Der Ortsname Wasserliesch, genauer der Wortteil „Liesch“, ist vermutlich keltischen Ursprungs, denn vor der Zeitenwende siedelten hier die Treverer, ein bedeutender kriegerischer Keltenstamm. Die Römer besiedelten, nachdem sie die Treverer besiegt und in ihr Reich integriert hatten, auch Wasserliesch; sie nannten den Ort „Lutiacum“, „Lusica“ oder so ähnlich. Das Wort „Liesch“ ist auch eine botanische Bezeichnung für Riedgras. Darüber hinaus kennt der Botaniker das Wort „Wasserliesch“ als Name für die Blumenbinse oder Schwanenblume (Butomus umbellatus). Die im Ortswappen abgebildete Wasserpflanze, der breitblättrige Rohrkolben (Typha latifolia) war in einem ortsnahen Feuchtgebiet und im Uferbereich der Mosel früher häufiger anzutreffen. Wohl aus diesem Grund bezeichnen die Einwohner seit alters her diese Pflanze mit dem Wort „Liesch“ und meinen damit nicht nur die Pflanze, sondern auch den Ort selbst. Inwieweit die Pflanzen die Entstehung des Ortsnamens beeinflusst haben, ist nicht geklärt.
In alten Urkunden findet man die Namensvarianten Lusichic, Luische, Luysch, Lursch, Lyasch und ähnliche. Sie standen immer für zwei Orte, nämlich für Liesch am Wasser, an der Mosel, und für „Lyasch uff dem Berg“ – Liesch auf dem Berg. Zur besseren Unterscheidung der beiden Orte und wohl auch wegen der einfacheren Schreibweise findet man in historischen Urkunden seit dem 14. Jahrhundert die Namensteile zu einem Wort zusammengefasst, nämlich entweder „Wasserliesch“ oder „Liersberg“; der kleinere heute selbstständige Ort Liersberg liegt auf der gegenüberliegenden Höhe des Igeler Berges und gehört zur Nachbargemeinde Igel.
Der Ortsname Wasserliesch gab dem Liescher Berg, an dessen Nordostflanke der Ort liegt, seinen Namen. Verschiedene Namensformen, wie Lieschem, Lürschem, Linschem oder zuletzt Löschem lassen erkennen, dass der Name des Berges dem Wandel des Ortsnamens nachfolgte. Im Volksmund hat sich der Name Löschem bis heute erhalten: Einheimische nennen den Liescher Berg Löschemer Berg. Daher trägt auch die auf dem Berg stehende Wallfahrtskapelle den Namen Löschemer Kapelle.

### Tausend Jahre Wasserliesch
Im Jahr 1975 feierte Wasserliesch sein tausendjähriges Bestehen. In einem Güterverzeichnis des Trierer Klosters St. Martin, das man nach längeren Recherchen in den Archiven fand, sind die Orte „Luische et Riniche“ – (Wasser-)Liesch und Reinig – als zum Besitz des Klosters gehörend aufgeführt. Seitdem gilt das Jahr 975 als Jahr der ersten urkundlichen Erwähnung von Wasserliesch. Tatsächlich ist Wasserliesch als Siedlungsort wesentlich älter als tausend Jahre. Funde belegen, dass das Moseltal in Wasserliesch und Umgebung schon während der Jungsteinzeit besiedelt war. So fand man moselabwärts unweit von Reinig und moselaufwärts in dem Nachbarort Oberbillig Reste bandkeramischer Ansiedlungen. Bei der Abtragung der oberen Erdschicht zur Ausbeutung einer darunter liegenden Kiesschicht machte man in den Jahren 2013/2014 unweit des Ortsteils Reinig an einer der Stellen, an denen die bereits erwähnten vorgeschichtliche Relikte zu Tage getreten sind, erneut historische Funde. Mitarbeiter des Rheinischen Landesmuseums Trier untersuchten im Mai und Juni 2014 die Funde, zu denen viele römerzeitliche Münzen, Bruchstücke und Scherben tönerner Gefäße sowie römische Dachziegel gehörten. Darüber hinaus legten die Archäologen einen im Inneren 2,5 m × 3,25 m großen mit roten Sand- und hellen Kalksteinen sorgfältig ausgemauerten römischen Kellerraum aus dem 3./4. Jh. frei. In dem Kellerraum fanden sie römischen Trümmerschutt mit Knochenresten von Tieren und anderen Relikten. Während des nachfolgenden Kiesabbaus traten auch noch die Überreste eines römerzeitlichen Trinkwasser-Brunnens zu Tage.
Außerdem legten sie zwei im Abstand von ca. 3,5 m zueinander angeordnete mit roten Sandsteinen ausgemauerte Kalkbrennöfen frei. Die kreisrund gestalteten Öfen hatten einen Durchmesser von jeweils rund 5 m und reichten, von der Ausgrabungsebene an gemessen, etwa 2,50 m tief in das Erdreich; wie hoch sie außerhalb des Erdreichs nach oben hin einmal gewesen sind, ließ sich wegen der schon lange vorher abgetragenen obersten Erdschicht nicht mehr feststellen. Die Sohle der noch teilweise mit gelöschtem Kalk gefüllten Öfen bildete die Feuerstelle des ursprünglichen Brennraumes, was man an den Asche- und Holzresten deutlich erkennen konnte. Das genaue Alter der Kalkbrennöfen ließ sich im Verlauf der Ausgrabungen nicht eindeutig klären. Vermutet wird, dass sie im Spätmittelalter oder in der frühen Neuzeit betrieben worden sind – eine Nutzung in der zu Ende gehenden Römerzeit, etwa im 5. Jh., kann aber auch nicht ausgeschlossen werden. Mehrere Quellen belegen, dass das frühere Kloster St. Maximin zu Trier in Wasserliesch und Reinig schon sehr früh – vielleicht schon ab dem 6./7. Jh. – Besitzungen hatte und sie mit einem eigenen Herrenhof bewirtschaftete. Es ist möglich, dass die aufgefundenen Kalkbrennöfen zu diesem Herrenhof gehört haben, der möglicherweise hier stand.
Gegenstände aus der Bronzezeit, nämlich die in der Nachbarstadt Konz und deren Stadtteil Könen gefundenen Gussformen und Bronzebeile sowie eine bronzene Sichel belegen ebenfalls, dass hier schon lange vor den Römern Menschen gesiedelt haben müssen. Ähnliches gilt für die historischen Verkehrswege. Reste der von den Römern gebauten Fernstraße von Metz über Thionville, Tawern und Konz nach Trier sind auf der Gemarkung Wasserliesch erhalten geblieben. Von dieser Straße könnte es die weiter oben schon erwähnte Abzweigung gegeben haben, die zur Moselfähre im Ortsteil Reinig oder zu der wenige Meter flussaufwärts gelegenen Furt führte.
Zur Zeitenwende bewohnten die Treverer das Trierer Land, zu dem auch die Bewohner von Wasserliesch und Reinig gehörten. Als einer der zahlreichen Keltenstämme hatten sich die Treverer zwischen Maas und Rhein verbreitet. Um 1200 v. Chr. besiedelten sie das Eifel-Mosel-Gebiet. Ihr Hauptort war Trier, das spätere Augusta Treverorum („Die Augustusstadt der Treverer“), das „Römische Trier“, das der Römische Kaiser Augustus nach der Eroberung dieser Gegend im Jahre 10 v. Chr. gründete. Die Treverer waren ein kriegerischer Volksstamm, der sich nur sehr widerwillig der römischen Herrschaft unterordnete. Der legendäre römische Feldherr und spätere römische Kaiser Gaius Julius Caesar erwähnt die Treverer in seinem Werk De bello Gallico (Über den gallischen Krieg). Dieser Krieg dauerte von 58 vor bis 51 n. Chr. fast 100 Jahre lang an. Während dieser Zeit kam es in den Jahren 30/29 v. Chr. zu einem großen Aufstand gegen die römische Herrschaft, den der römische Feldherr Nonius Gallius niederschlug. Einen weiteren fehlgeschlagenen Aufstand lieferten die Treverer den Römern im Jahre 21 n. Chr.; danach wehrten sie sich noch einmal mit dem ebenfalls in die Geschichte eingegangenen Bataveraufstand in den Jahren 68 bis 70 n. Chr. Erst danach hatten die Römer die Treverer endgültig besiegt und in ihr Reich eingegliedert.

### Burg und Herrschaft zu Reinig
Der Ortsteil Reinig – wegen der hier vorhandenen Furt durch die Mosel eher älter als Wasserliesch – hieß früher etwa Rinnich, Riniche oder Reynich; der Name dürfte ebenfalls keltischen Ursprungs sein. Die Römer machten daraus Rinicha.

Wappen der Grafen zu Crichingen und Pittingen um 1400

Reinig hatte in früheren Zeiten als Furtort und später mit einer Fähre über die Mosel zum gegenüber liegenden Ort Igel besondere Bedeutung. Mit großer Wahrscheinlichkeit führte hierher eine Abzweigung der alten Römerstraße, die vom Saargau herkommend bei Konz die Saar überquerte und weiter nach Trier führte. Am Moselufer in Reinig stand eine Burg, die in alten Urkunden immer wieder erwähnt ist. Sie ist aber wohl keine Burg im eigentlichen Sinne gewesen, sondern ein befestigtes gräfliches Schloss oder Schlösschen, wie es auch genannt wurde. Es besaß eine eigene Wasserleitung, die das Wasser des sogenannten Helenenbrunnens, der sich gleich oberhalb des Anwesens am Berghang des Liescher Berges befand, hierher leitete. Teil der Burg soll das alte Fährmannshaus gewesen sein, das noch bis zum Bau einer Ortsumgehung als Teil der B 419 am Ende der Reinigerstraße unweit des Moselufers gestanden hat.
Dieses und das herrschaftliche Burggebäude beschreibt der Jahresbericht der Gesellschaft für nützliche Forschungen zu Trier aus dem Jahre 1857 so:

„Was den Bau der Burg anbetrifft, so lässt das noch erhaltene alte Gebäude wohl darauf schließen, dass es ein Teil einer solchen gewesen sein kann. Die Zimmer sind hoch, die Fenster mit kleinen verbleiten Glasscheiben versehen. Jedenfalls stand aber das eigentliche herrschaftliche Gebäude östlich davon. Die Fundamente eines größeren Hauses wurden gefunden. Das erhaltene Gebäude hat die Eigentümlichkeit, dass in den dicksten Mauern sich kleine runde Öffnungen (ähnlich den Schießscharten) befinden.“

Wann diese baulichen Überreste zerstört worden oder ob sie noch im Untergrund vorhanden sind, ist nicht bekannt. Jedenfalls fand man im Sommer 1912 bei Bauarbeiten in dem genannten Bereich den Abschlussstein eines großen Torbogens mit dem Wappen der Grafen zu Crychingen und Pittingen, außerdem einige tönerne Rohre der erwähnten Wasserleitung und krugähnliche Gefäße. Bei dem Abschlussstein habe es sich um einen schweren behauenen Sandstein gehandelt, den man jedoch nicht näher untersuchte, sondern angeblich in der vorbeifließenden Mosel entsorgte. Vermutlich glaubte man so, Verzögerungen des eigenen Bauvorhabens durch mögliche Aktivitäten der Denkmalschutzbehörden aus dem Wege gehen zu können. Das Wappen der Crychinger zeigt vier Felder, zwei davon diagonal angeordnet mit Ankerkreuzen, gold in rotem Felde und zwei weitere Felder, ebenfalls diagonal angeordnet, mit je zwei waagerecht verlaufenden Balken, rot in silbernem Felde. Die Beschreibung war die Vorlage für das mit Beratung des Staatsarchivs Koblenz rekonstruierte Wappen.
Noch heute trägt der Bereich, in dem das Anwesen gestanden hat, die Flurbezeichnung Auf der Burg; außerdem ist eine erst nach dem Zweiten Weltkrieg entstandene Straße so benannt worden. Soweit das, was von der Burg zu Reinig übrig geblieben ist. Zu der in ihr ansässigen Herrschaft geben alte Urkunden einige weitere Hinweise:
Der Ort Reinig ist im Jahre 975 zusammen mit Wasserliesch in einem Güterverzeichnis des Trierer Klosters St. Martin urkundlich erwähnt. Dieses Kloster habe damals „16 Hufe Land“ zwischen „Luuische et Riniche“ – (Wasser-)Liesch und Reinig besessen, heißt es darin. In einer Urkunde aus dem Jahr 1092 ist von der Verteilung der Einkünfte der Burg und Herrschaft zu Reinig die Rede. Damals stand dem Abt des Trierer Klosters St. Maximin ein vierter Teil der Einkünfte der Burg, der Einkünfte der Fähre zu Reinig und der Mühle innerhalb des Ortes, die Hälfte der Einkünfte jedoch dem Pfarrer der Pfarrei St. Aper Wasserliesch zu. Diese Regelung blieb im Prinzip in den nachfolgenden Jahrhunderten bis zur Auflösung des Klosters im Zuge der Säkularisation Ende des 18./Anfang des 19. Jahrhunderts erhalten.
Die Bedeutung von Reinig als Furt- und Fährort drückt sich nicht zuletzt in den häufig wechselnden Besitzverhältnissen aus. Immer wieder gab es neue „Burgherren“, die das Lehen als Lehnsmänner oder Mitzehntherren vom jeweiligen Lehnsherrn erworben hatten. Eine wesentliche Rolle spielten dabei die Herren der Luxemburger Herrschaft Berburg. Nach einem im Jahr 1311 abgeschlossenen Vertrag zwischen der Abtei St. Maximin und den Herren von Berburg sollten Letztere einen Teil der Rechte der Abtei erhalten. Zeitweise waren die Besitzverhältnisse umstritten, etwa an der Wende vom 13. Jahrhundert zum 14. Jahrhundert zwischen dem damaligen Trierer Erzbischof Boemund I. von Warsberg und den Grafen von Luxemburg. Bekannt ist weiter, dass zur Mitte des 14. Jahrhunderts der Trierer Erzbischof Boemund II. von Saarbrücken in Reinig einen Schiffszoll erheben ließ.
Im 15. Jahrhundert soll die Burg zu Reinig im Zusammenhang mit der sogenannten Manderscheid’schen Fehde, die die Stadt Trier in große Bedrängnis brachte, von Bedeutung gewesen sein. Im Pfarrarchiv des Nachbarortes Könen (heute Stadtteil von Konz) erwähnt ein Eintrag das Schlösschen zu Reinig im Zusammenhang mit dem Anspruch des Grafen Ulrich von Manderscheid auf den Trierer Bischofssitz. Uneins über die Nachfolge des 1430 verstorbenen Erzbischofs Otto von Ziegenhain hatte ein Teil des Trierer Domkapitels Ulrich von Manderscheid, der andere Teil einen zweiten Bewerber, Jakob I. von Sierck, als Nachfolger gewählt und dem Papst zur Ernennung vorgeschlagen. Der Papst entschied sich jedoch für keinen der beiden Kandidaten, sondern bestimmte den Speyerer Bischof Raban von Helmstatt zum Nachfolger, der später von der Stadt Trier akzeptiert und in sein Amt eingeführt wurde. Die beiden gewählten Kandidaten waren zuvor sogar nach Rom gereist, um den Papst umzustimmen, was ihnen aber nicht gelang.
Während Jakob von Sierck die Entscheidung des Papstes anerkannte, wollte Ulrich von Manderscheid sich nicht damit zufriedengeben. Er versuchte, sich sein vermeintliches Recht mit Waffengewalt zu erstreiten und wurde prompt zusammen mit den ihn unterstützenden Herren des Domkapitels mit dem Kirchenbann belegt. Im Verlauf seiner Aktivitäten soll er geplant haben, das Schloss zu Reinig als Stützpunkt für sein gewaltsames Vorgehen gegen die Stadt Trier zu nutzen. Um dem zuvorzukommen, beabsichtigte die Stadt Trier zunächst, das Schloss zu Reinig zerstören zu lassen. Doch als ein wohlhabender Bürger des Nachbarortes Könen namens Peter von Coene sich für den Erhalt des „Schlösschens zu Reinig“ und die Integrität des damaligen Burgherrn, der mit Ulrich von Manderscheid befreundet war, einsetzte und sein Vermögen dafür verbürgte, ließ die Stadt Trier von ihrem Vorhaben ab. Ulrich von Manderscheid setzte sich aber zuletzt doch noch in der Burg zu Reinig fest, woraufhin Peter von Coene seine Besitztümer an die Stadt Trier verlor. Die Burg zu Reinig aber hatte den Kampf des Ulrich von Manderscheid gegen die Stadt Trier, der mehrere Jahre dauerte und erst mit seinem Tod im Jahre 1438 endete, offenbar unbeschadet überstanden.
Seit dem 15. Jahrhundert gehörten Reinig und Wasserliesch zur Grafschaft Luxemburg. 1548 belehnten die Luxemburger Grafen den Lothringer Baron George Weyrich de Crichingen und Pittingen (oder auch Wirich zu Criechingen, *1511; † 15. Juli 1587) mit der Burg und Herrschaft zu Reinig. Im Jahre 1610 erhielt Philippe de Piesport, das Lehen. Er bestätigt das in seiner Lehensurkunde mit den Worten: „Item haben wir empfangen das Schloss zu Reynich obent Trier und Wasserliesch gelegen“. Nur drei Jahre danach wechselte der Besitzer erneut. Lehnsherr wurde nun Graf Christoffel, Freiherr zu Crychingen und Pittingen, Herr zu Reinigh (in deutscher Schreibweise: Christoph zu Criechingen-Pittingen, *1568; † 1623).

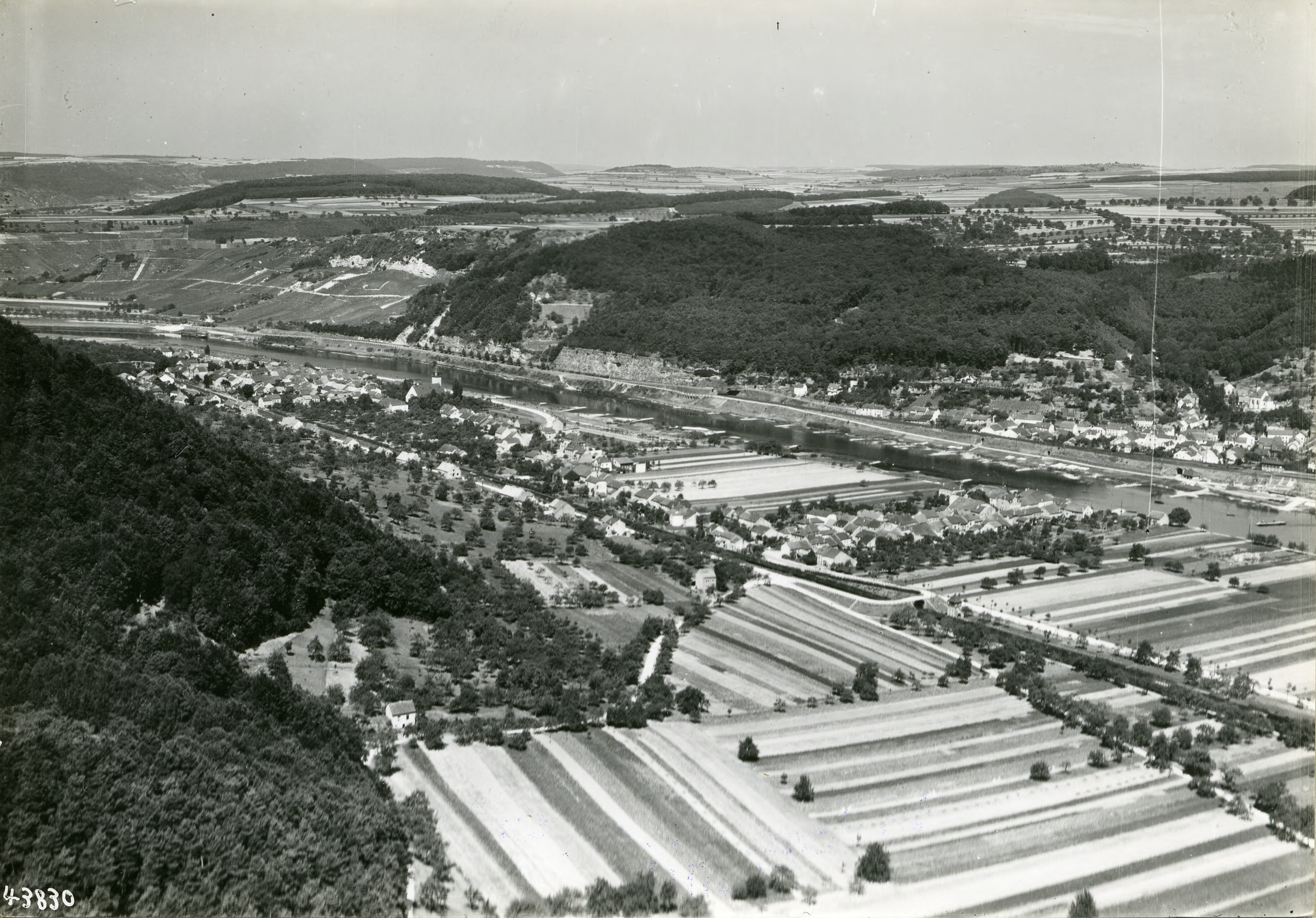
Reinig im Jahr 1937

In der Zeit nach 1610 müssen die Burg und Herrschaft zu Reinig in wirtschaftliche Schwierigkeiten geraten sein. Möglicherweise reichten die Einnahmen aus dem Zehnten, dem Fährbetrieb und der Vergabe der Mühlenrechte für die drei Wasserliescher Mühlen nicht mehr aus, um das Besitztum unterhalten zu können. Vermutlich aus diesem Grund verpfändete im Jahre 1634 während des Dreißigjährigen Krieges Franz Ernst, Graf zu Crychingen, Freiherr zu Pittingen, Domkustos zu Trier, Burg und Herrschaft zu Reinig für ein Darlehen von 7000 Reichstalern an die Kartäuser Mönche des Klosters St. Alban in Trier. Sie übersiedelten später nach Merzlich – heute Stadtteil von Konz – und errichteten dort das Kloster Karthaus.
Das Inventurverzeichnis des Klosters aus dem Jahre 1759 gibt Aufschluss über den Zustand der Burg zu Reinig zum Zeitpunkt der Verpfändung durch Franz Ernst, Graf zu Crychingen, Freiherr zu Pittingen. Hier heißt es: „… item das gräfliche Schlohs Reinig ist schon anno 1631, vor der Zeit, eh die Carthaus die pfandschaft übernommen, völlig ruiniert und verfallen gewesen, ist an jetzo eine schlechte bauernhütte daselbst mit einem garthen“. Man kann also davon ausgehen, dass die Burg zu Reinig als Gebäude kaum über das Jahr 1600 hinaus gestanden hat, wenn auch der Besitz danach immer noch unter diesem Namen existierte. Vermutlich wurde das Anwesen irgendwann während einer der vielen kriegerischen Auseinandersetzungen hierzulande zerstört. Vielleicht ist das nach 1618 während des Dreißigjährigen Krieges geschehen.
Auch in der Folge wechselten die Herren der Burg zu Reinig häufig. Sie sind jedoch stets Lehensnehmer des jeweiligen Landesfürsten als oberster Lehnsherr gewesen. Die letzten Lehnsherren der Burg und Herrschaft zu Reinig waren die Grafen zu Crychingen und Pittingen. Sie hatten, wie schon erwähnt, ihren Besitz 1634 an die Kartäuser Mönche verpfändet, konnten aber ihr Pfand bis zur Besetzung des Trierer Landes im Jahre 1794 durch die Franzosen unter Napoleon nicht mehr einlösen; außerdem starb die Familie danach aus. Zuletzt fiel der Besitz an das Kloster. Im Zuge der diesem Ereignis folgenden Säkularisierung, also der Trennung von Kirche und Staat, dürfte die Burg und Herrschaft zu Reinig auch formell endgültig ihr Ende gefunden haben.

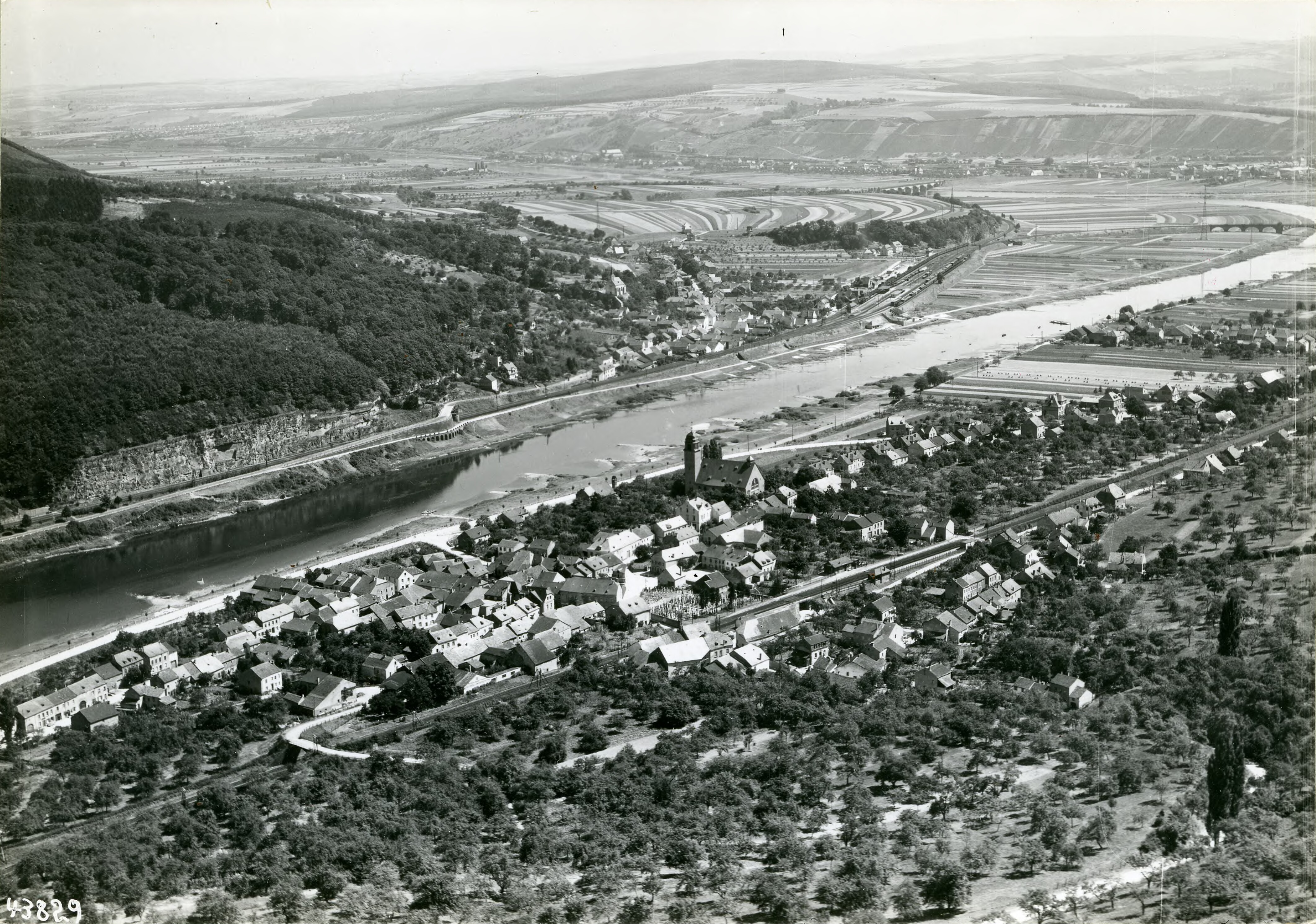
Wasserliesch im Jahr 1937

### Gemeinde Wasserliesch
Wasserliesch wurde 1816 Sitz der Bürgermeisterei Wasserliesch mit den Orten Wasserliesch, Oberbillig, Könen und Reinig.
Die Gemeinde Wasserliesch führte bis in die 1930er Jahre den Namen Wasserliesch-Reinig.
Am 18. Juli 1946 wurde Wasserliesch und sein Ortsteil Reinig gemeinsam mit weiteren 80 Gemeinden der Landkreise Trier und Saarburg dem im Februar 1946 von der übrigen französischen Besatzungszone abgetrennten Saargebiet angegliedert, das zu der Zeit nicht mehr dem Alliierten Kontrollrat unterstand. Am 6. Juni 1947 wurde diese territoriale Ausgliederung bis auf 21 Gemeinden wieder zurückgenommen; damit kam Wasserliesch an das 1946 neugebildete Land Rheinland-Pfalz.

### Römische Villa
Auf dem Wasserliescher Marktplatz stand vom 2. bis zum 4. Jahrhundert ein bedeutendes römisches Landhaus, die Villa Rustica Wasserliesch.

### Die Einwohner
In den vergangenen Jahrhunderten kam dem heimischen Handwerk in Wasserliesch und Reinig große Bedeutung zu. Müller, Schmiede, Schreiner, Weber, später auch Bäcker und Metzger, Fuhrleute, Schiffsleute und nicht zuletzt Bauhandwerker, wie Maurer und Verputzer, versorgten die überwiegend bäuerlich geprägte Bevölkerung mit ihren Produkten und Dienstleistungen. Wegen des natürlichen Vorkommens von Sand- und Kalkstein spielten Kalkbrenner, Steinbrecher und Steinmetze lange Zeit, Letztere noch bis zum Beginn des Zweiten Weltkrieges, eine besondere Rolle. Noch heute kann man am Liescher Berg an vielen Stellen die ehemaligen Kalk- und Buntsandsteinbrüche erkennen. Die in Wasserliesch gebrochenen und wegen ihrer Härte geschätzten Sandsteine sind sogar nach 1842 zum Weiterbau des Kölner Domes verwendet worden. Der Transport dorthin mit dem Schiff dürfte über Mosel und Rhein stromabwärts kein großes Problem gewesen sein.
Im 20. Jahrhundert hat sich die Bevölkerungsstruktur hinsichtlich der ausgeübten Berufe deutlich gewandelt. Neben Landwirtschaft und Weinbau fanden nach dem Bau der Eisenbahnen beiderseits der Mosel und an der Saar Ende des 19. Jahrhunderts bis lange nach dem Ende des Zweiten Weltkrieges immer mehr Einwohner bei der Eisenbahn Arbeit und Brot. Sichere Arbeitsstellen boten insbesondere die damaligen Ausbesserungswerke in Trier und Konz und andere heute nicht mehr bestehende Einrichtungen der Bahn; Wasserliesch galt daher lange Zeit als „Eisenbahnerdorf“. Heute ist das anders. Dennoch ist Wasserliesch nach wie vor beliebter Wohnort für Bürger, die als Berufspendler die unterschiedlichsten Berufe ausüben und ihre Arbeitsstellen im Raum Trier, in Konz und im benachbarten Luxemburg gefunden haben.
In Wasserliesch spricht man die moselfränkische Mundart, eine Dialektgruppe des Mittelfränkischen. Moselfränkisch wird außer an der Mosel in großen Teilen von Rheinland-Pfalz, in Luxemburg und im nördlichen Saarland gesprochen. Die Dialekte der einzelnen Dörfer und Städte, die im Detail deutliche Unterschiede aufweisen, vermischen sich zunehmend miteinander und auch mit dem Standarddeutschen, sodass die moselfränkische Mundart, insbesondere die unterschiedliche Ausdrucksweise in den einzelnen Orten, immer mehr verschwindet und einem kaum noch definierbaren Sprachgemisch weicht.

### Jüdische Gemeinde
Juden wohnten in Wasserliesch und Reinig bereits im frühen 19. Jahrhundert, vermutlich aber auch schon früher. Als Glaubensgemeinschaft gehörten sie der jüdischen Gemeinde des rund drei Kilometer entfernt gelegenen Nachbarortes Könen an, der heute Stadtteil von Konz ist. Das folgte wohl auch dem Umstand, dass Wasserliesch zusammen mit der damals noch eigenständigen Gemeinde Reinig als Mairie der Zivilgemeinde Könen angehörte. Dort besaß die jüdische Gemeinde eine jüdische Schule, einen im Jahre 1855 angelegten jüdischen Friedhof und eine 1905 erbaute Synagoge.
Es waren aber nur Wenige, die den damals doch recht weiten Weg zu diesen Einrichtungen zurücklegen mussten, um sie nutzen zu können. So gab es beispielsweise im Jahre 1840 in Reinig 4 jüdische Einwohner, 1895 waren es in Wasserliesch und Reinig zusammen 12. Diese Zahl änderte sich bis zum Beginn des Zweiten Weltkrieges nicht wesentlich. Erst die Ereignisse der sogenannten Reichspogromnacht vom 9. auf den 10. November 1938 leitete eine Entwicklung ein, die schließlich keinen einzigen Mitbürger jüdischen Glaubens übrig ließ.
Im Zusammenleben zwischen nichtjüdischen und jüdischen Einwohnern gab es bis zum Beginn der Judenverfolgung durch die Nationalsozialisten keinerlei Probleme. Sie waren in die Dorfgemeinschaft integriert und gingen, wie jedermann, ihrer Arbeit nach. Das problemlose Zusammenleben drückte sich nicht zuletzt darin aus, dass jüdische Mitbürgerinnen und Mitbürger auch in den Ortsvereinen aktiv waren. Mit ein Beleg dafür mag sein, dass der Männergesangverein Wasserliesch ein jüdisches Mitglied nach jahrzehntelanger Vereinszugehörigkeit sogar zum Ehrenmitglied ernannte und junge Jüdinnen anlässlich eines Vereinsfestes als „Ehrendamen“ verpflichtete.
Die nach und nach immer mehr aufkommende antijüdische Propaganda der Nationalsozialisten änderte an dieser Situation kaum etwas. Noch während der Pogromnacht kam es in Wasserliesch zu keinerlei Ausschreitungen gegen die jüdischen Mitbewohner. Erst am Vormittag des 10. November 1938 sei, so die Berichte von Zeitzeugen, eine Gruppe meist Ortsfremder aufgetaucht – mit dabei gewesen seien „aufgeputschte 10- bis 12-jährige Schulkinder“ unter der Führung eines Zollbeamten. Die Randalierer vertrieben die jüdischen Familien aus ihren Häusern und zerstörten oder beschädigten das Mobiliar, Fenster, Türen, Kleider und Lebensmittel. Es gab jedoch keine tätlichen Übergriffe gegen jüdische Personen. Einige mutige Bürger, meist Nachbarn, so wird berichtet, hätten durch ihr Eingreifen Schlimmeres verhindert.
Die vertriebenen jüdischen Bürger flohen und versteckten sich zunächst. Einem jüdischen Mitbürger haben die Randalierer sogar gestattet, seine im Stall stehende Kuh mitzunehmen. Abends wurden die Betroffenen dann von Nachbarn und anderen hilfsbereiten Ortsbewohnern aufgenommen. Sie konnten aber am nächsten Tag unbehelligt in ihre Häuser und Wohnungen zurückkehren. Bei der notdürftigen Beseitigung der Schäden halfen nichtjüdische Wasserliescher und Reiniger Bürger. Erst einige Zeit später wurde den Juden per Reichserlass auch offiziell gestattet, die Schäden zu reparieren. Ein ortsansässiger Handwerksbetrieb übernahm das in einem Fall unentgeltlich.
Als die Einwohner von Wasserliesch unmittelbar nach Ausbruch des Zweiten Weltkrieges im September des Jahres 1939 zwangsweise evakuiert wurden, brachte man alle jüdischen Bürger in die Stadt Trier und wies ihnen dort eine Unterkunft zu. Nach der Rückkehr im Sommer 1940 durften die jüdischen Mitbürger jedoch nicht mehr in ihre Häuser und Wohnungen zurückkehren. In den Folgejahren erlitten alle Juden aus Wasserliesch das gleiche Schicksal wie hunderttausende ihrer Glaubensgenossen. Zwischen 1943 und 1944 kamen 9 Personen in den Konzentrationslagern Auschwitz, Theresienstadt und Litzmannstadt um, darunter waren 7 Frauen und 2 Männer. Nur von einem ehemaligen jüdischen Mitbürger ist bekannt, dass er nach dem Zweiten Weltkrieg aus Israel kommend nach Deutschland zurückgekehrt ist und wieder im Raum Trier wohnte. Die Gebäude und Grundstücke der Juden von Wasserliesch wurden in den Nachkriegsjahren von den Erben versteigert und fanden neue einheimische Eigentümer.

## Politik

### Gemeinderat
Der Ortsgemeinderat in Wasserliesch besteht aus 16 Ratsmitgliedern, die bei der Kommunalwahl am 9. Juni 2024 in einer personalisierten Verhältniswahl gewählt wurden, und dem ehrenamtlichen Ortsbürgermeister als Vorsitzendem.
Die Sitzverteilung im Ortsgemeinderat:
| Wahl | SPD | CDU | WG | Gesamt   |
| ---- | --- | --- | -- | -------- |
| 2024 | 3   | 6   | 7  | 16 Sitze |
| 2019 | 4   | 7   | 5  | 16 Sitze |
| 2014 | 2   | 10  | 4  | 16 Sitze |
| 2009 | 4   | 10  | 2  | 16 Sitze |
| 2004 | 4   | 9   | 3  | 16 Sitze |

### Bürgermeister
Thomas Michael Thelen (CDU) wurde im Juli 2014 Ortsbürgermeister von Wasserliesch. Bei der Direktwahl am 26. Mai 2019 wurde er mit einem Stimmenanteil von 68,10 % und am 9. Juni 2024 als einziger Bewerber mit 69,6 % jeweils für weitere fünf Jahre in seinem Amt bestätigt.
Thelens Vorgänger waren Herbert Rausch (2004–2014) und zuvor Josef Reinert, der das Amt 21 Jahre ausübte.

## Kultur und Sehenswürdigkeiten

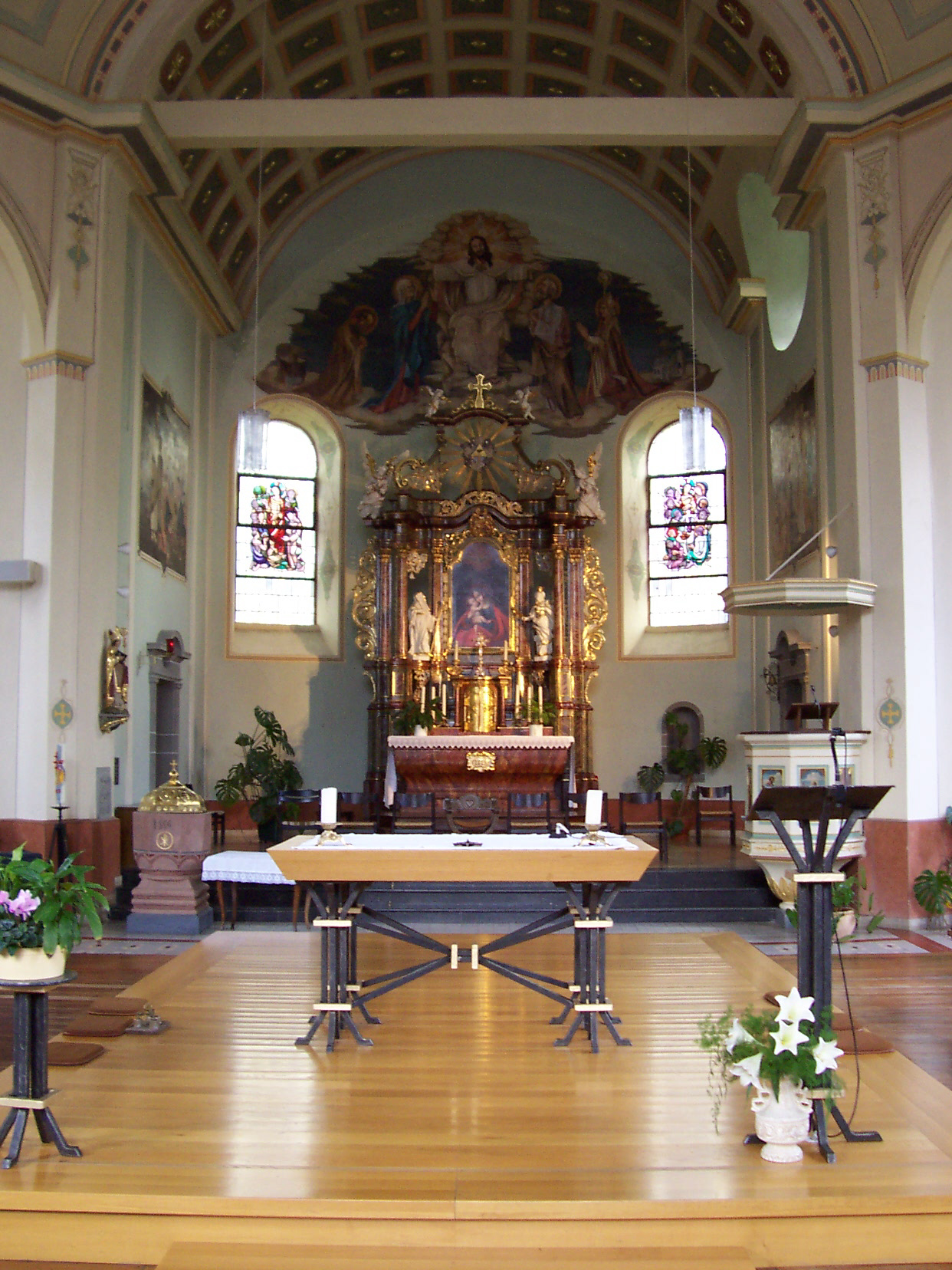
Pfarrkirche St. Aper innen

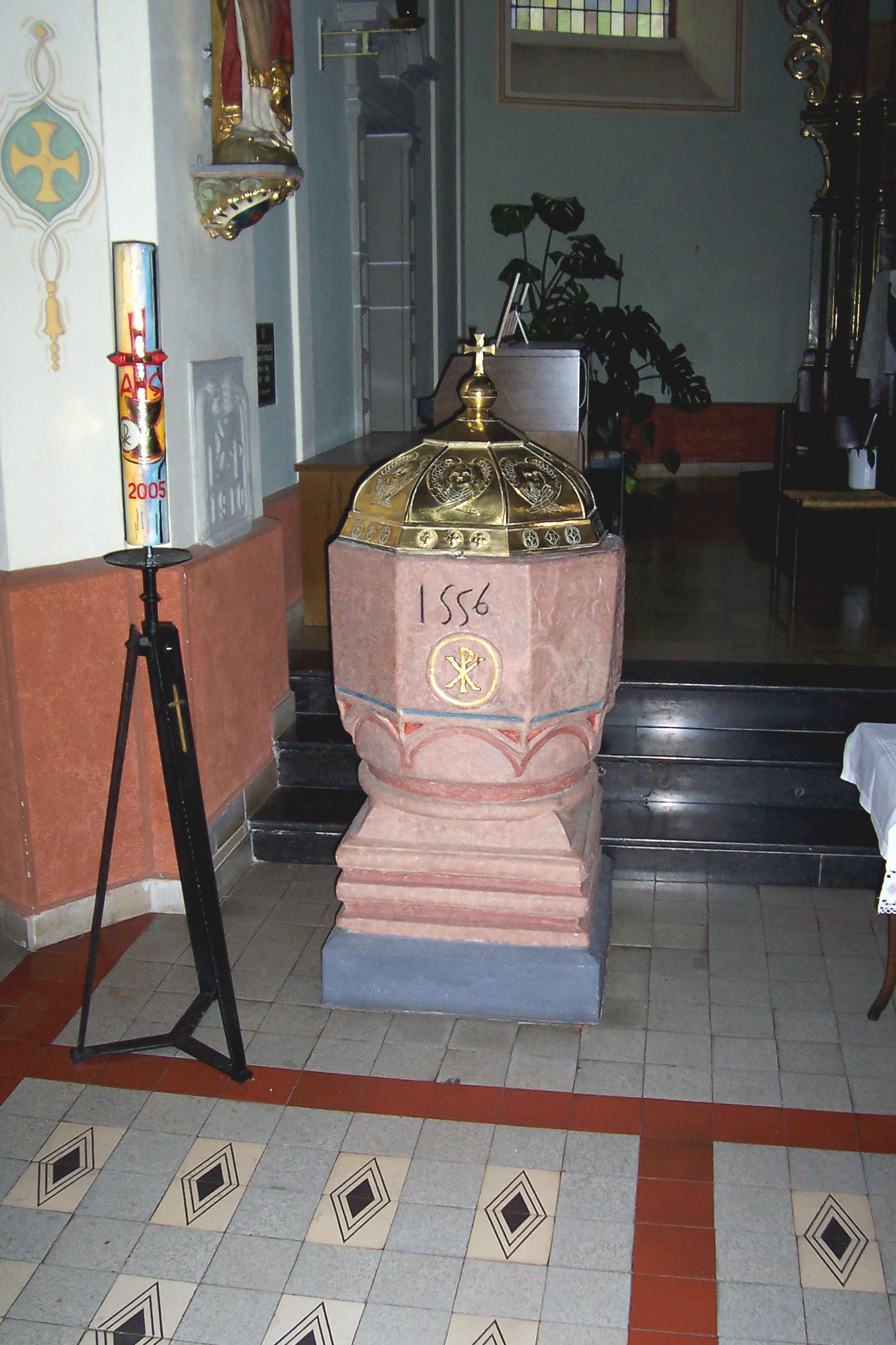
Taufbecken 16. Jh.

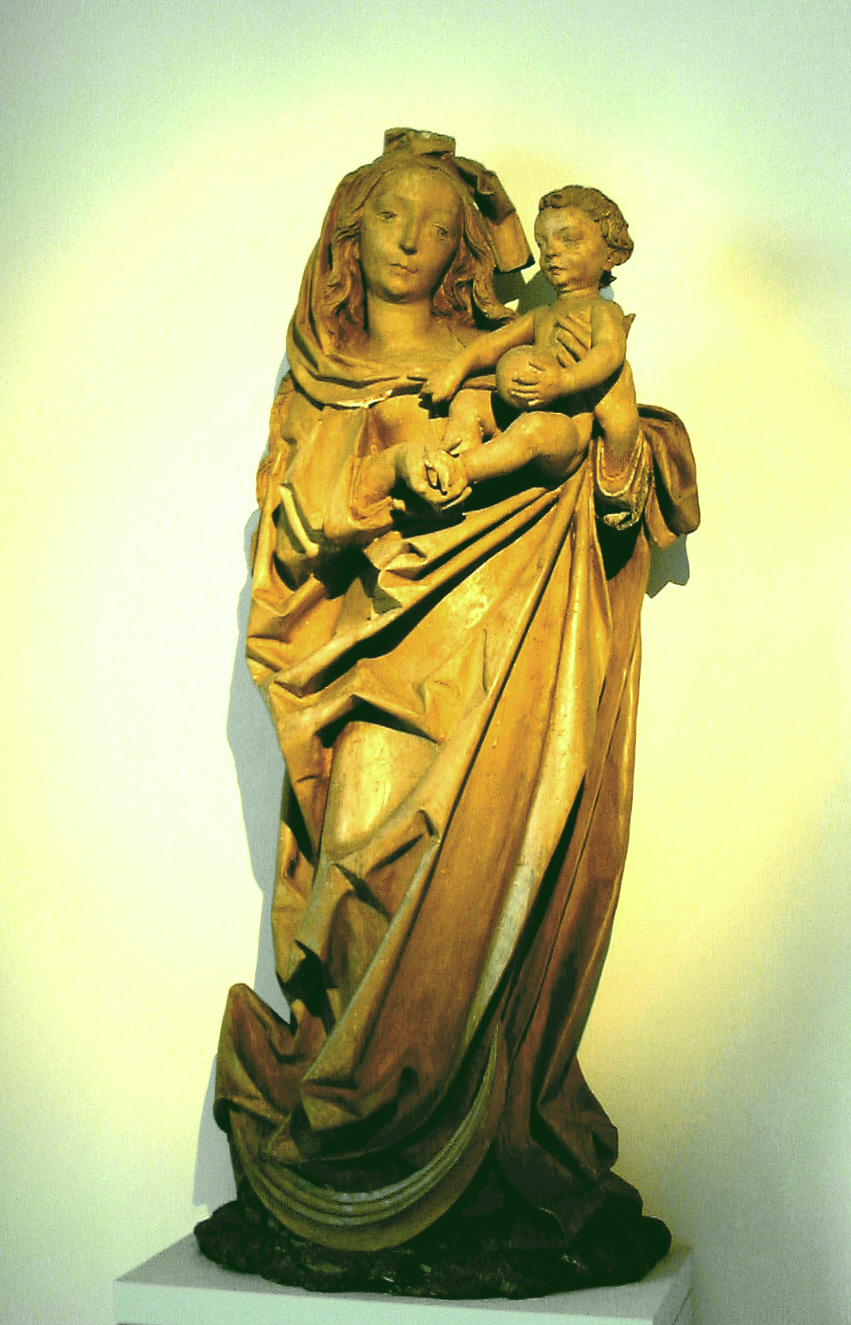
Madonna auf der Mondsichel

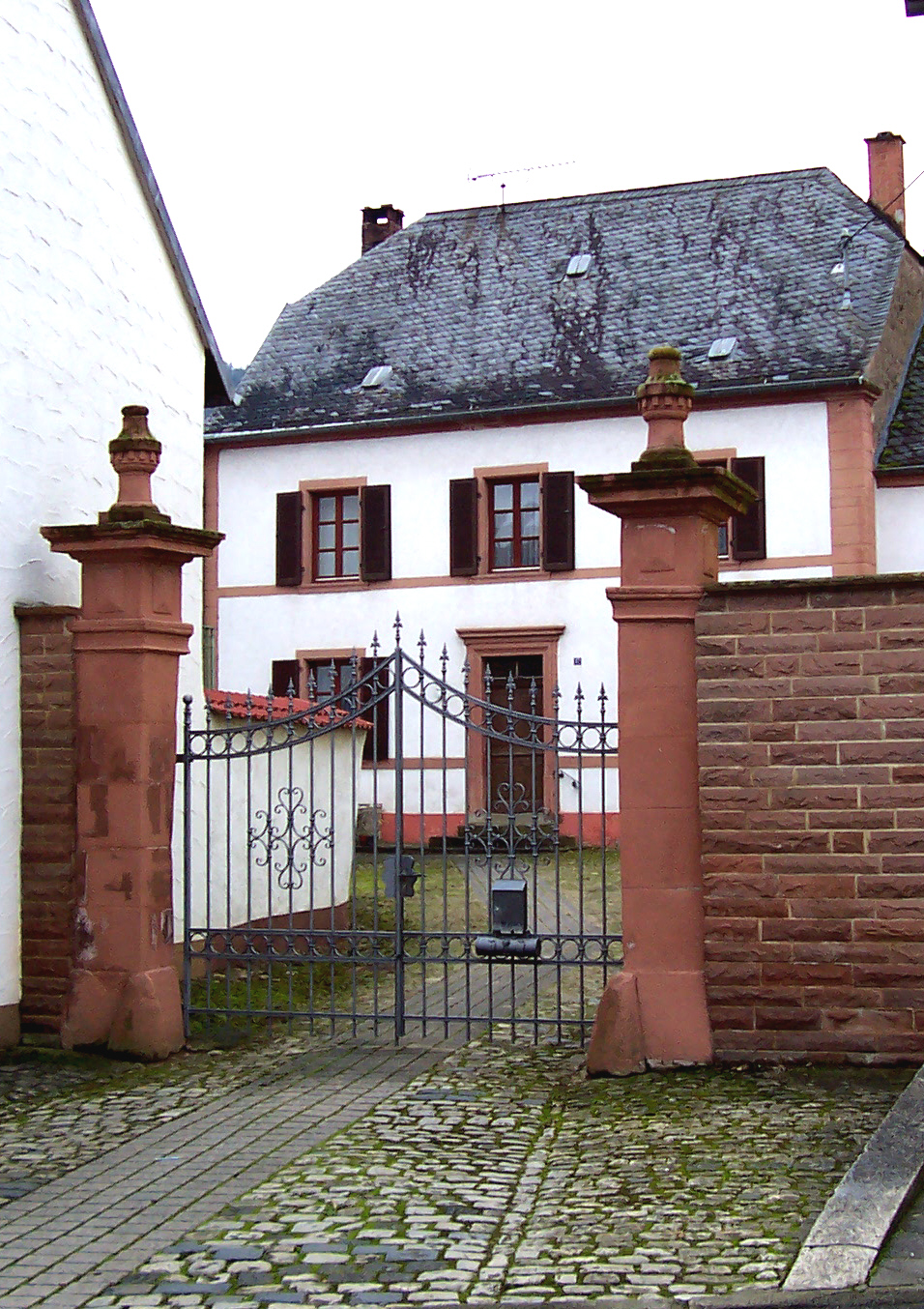
Altes Bauernhaus

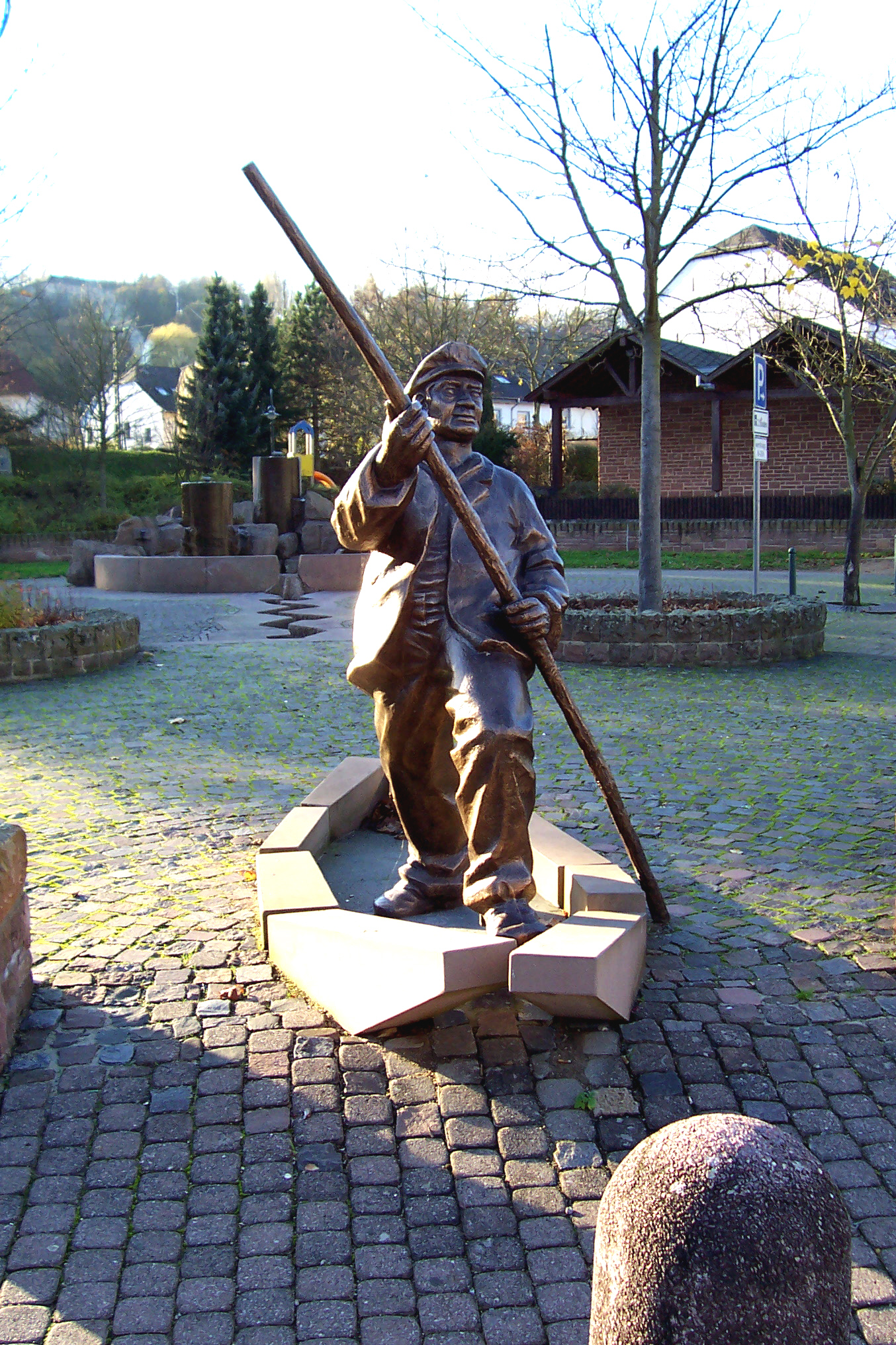
Fährmann

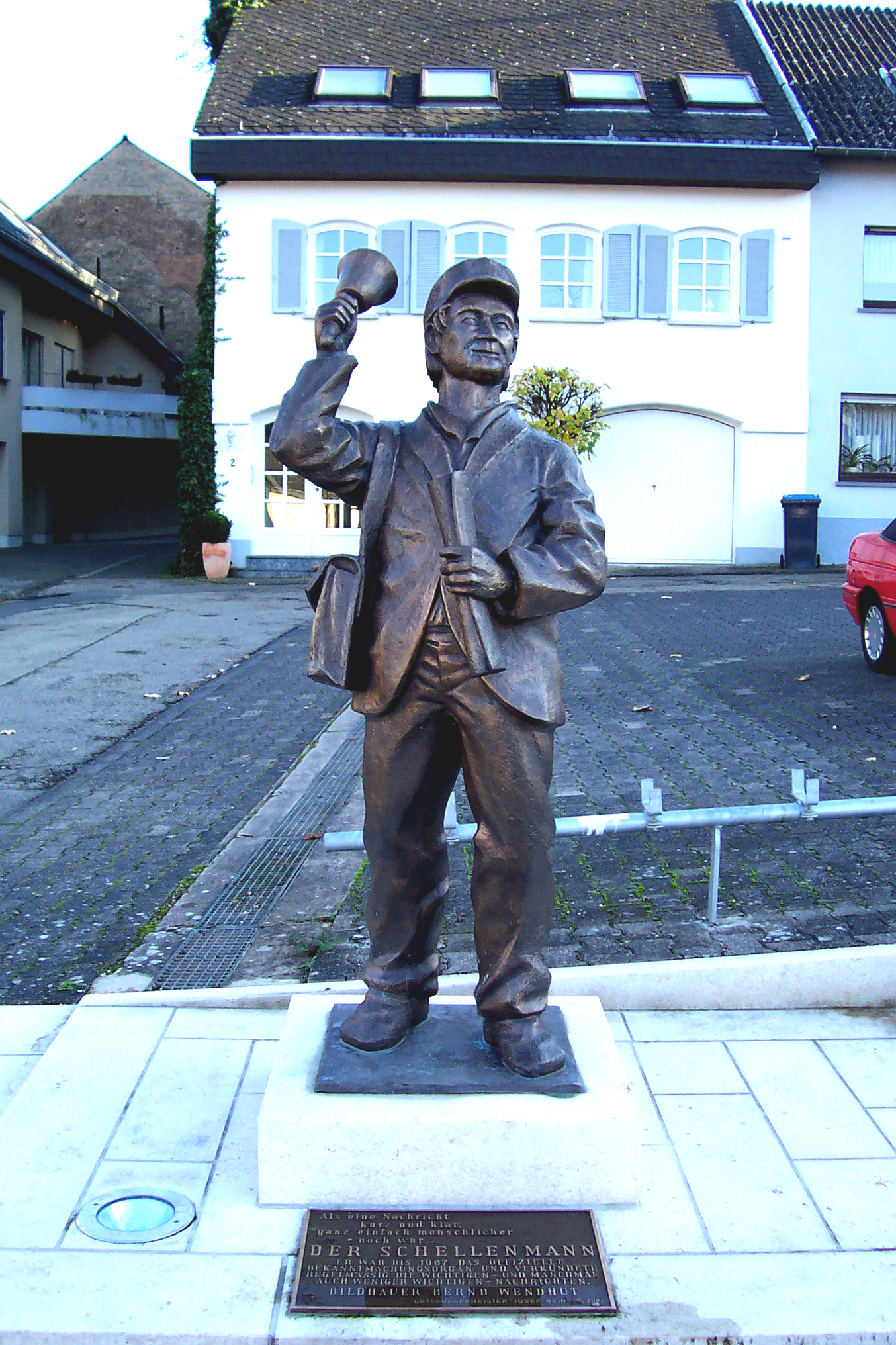
Schellenmann

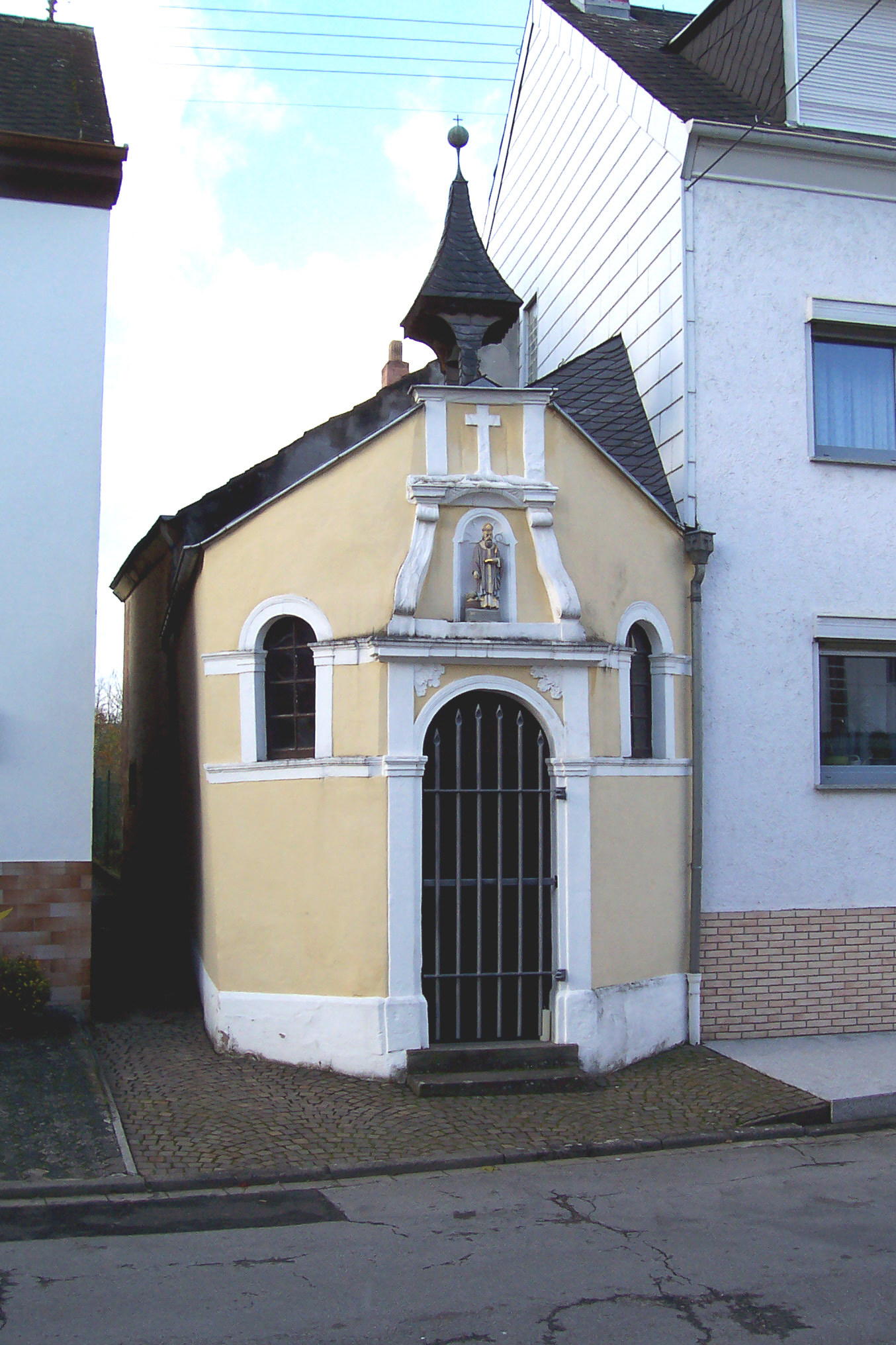
Reiniger Kapelle

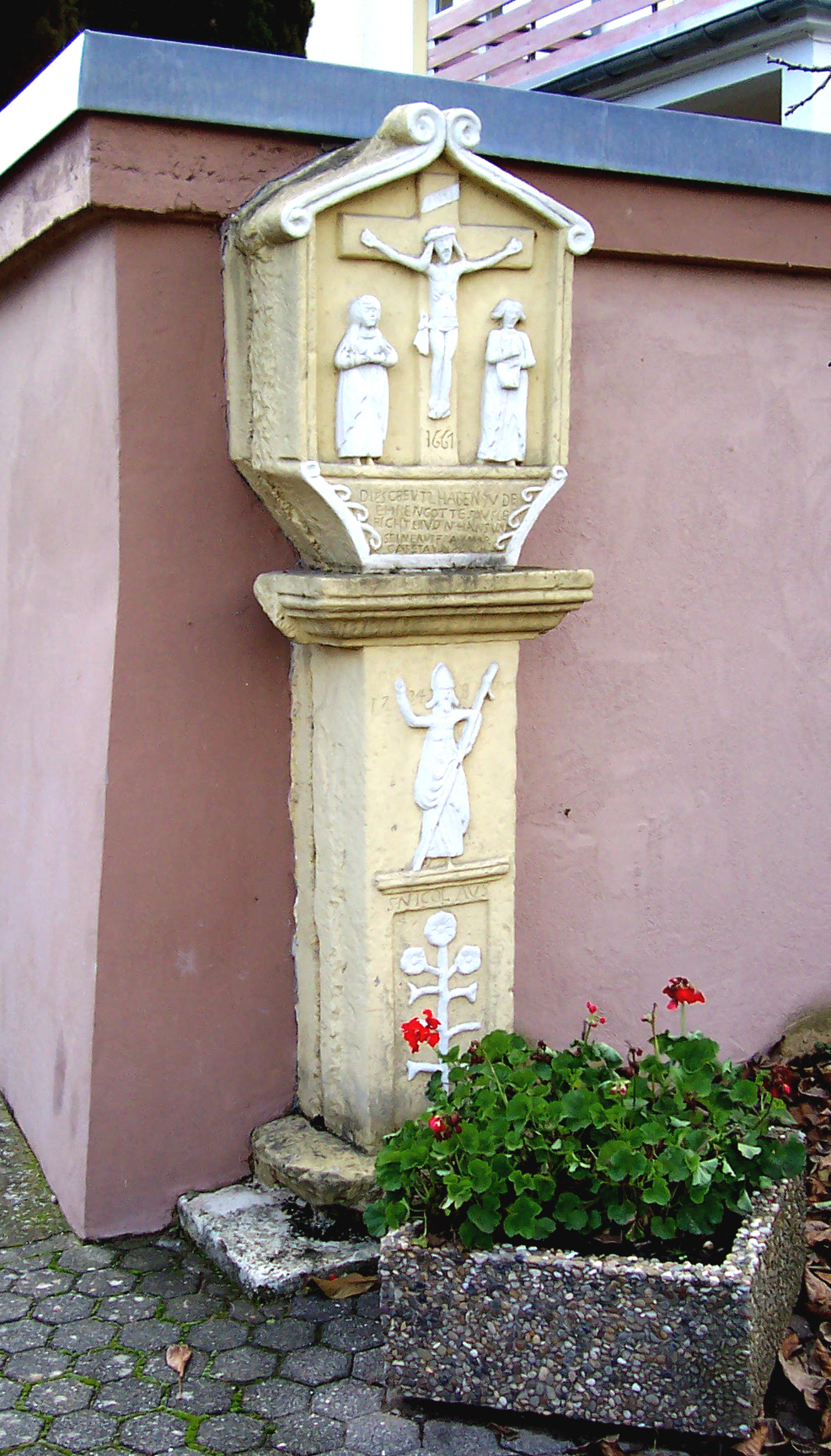
Schifferkreuz

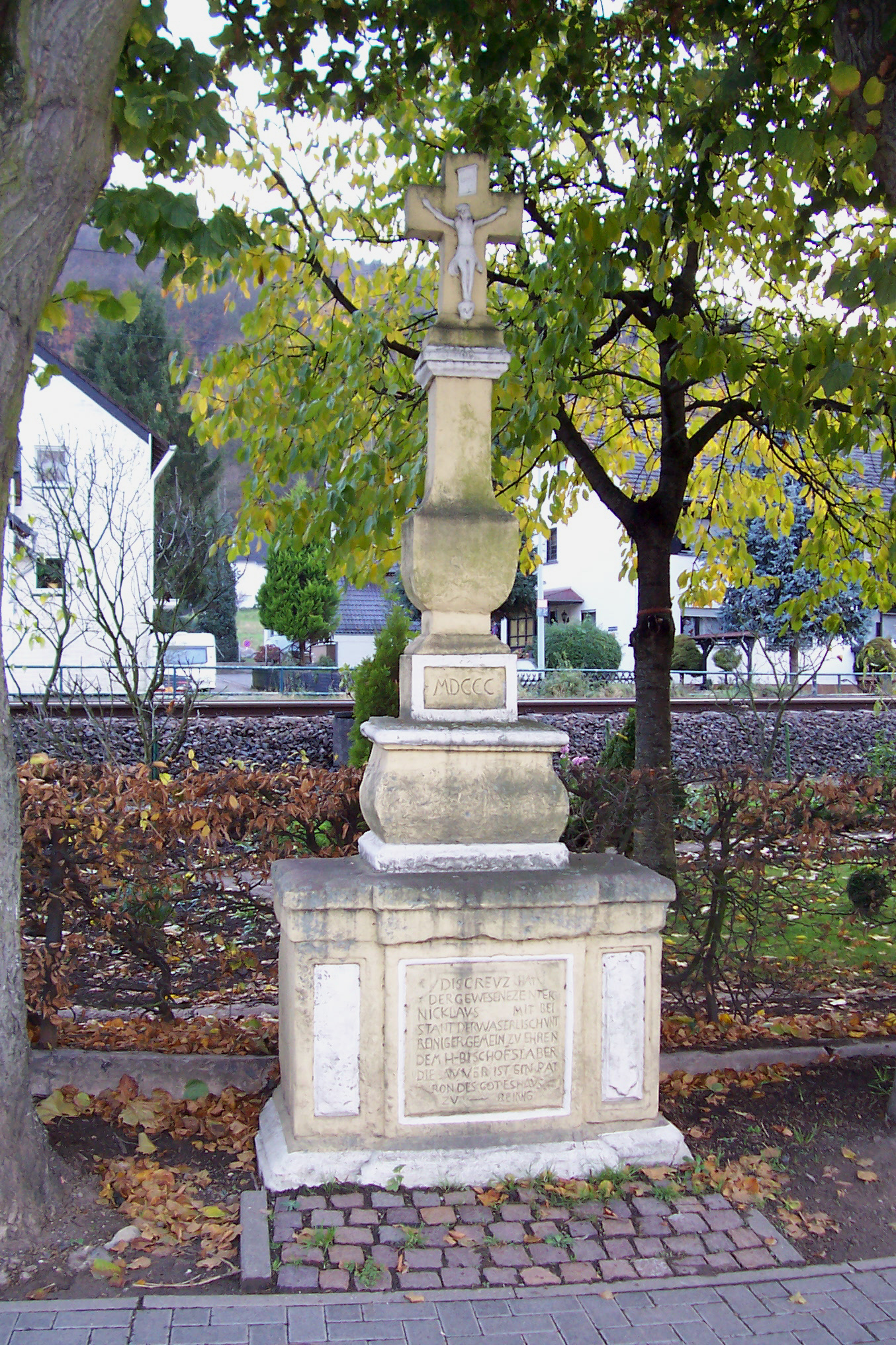
Reiniger Kreuz

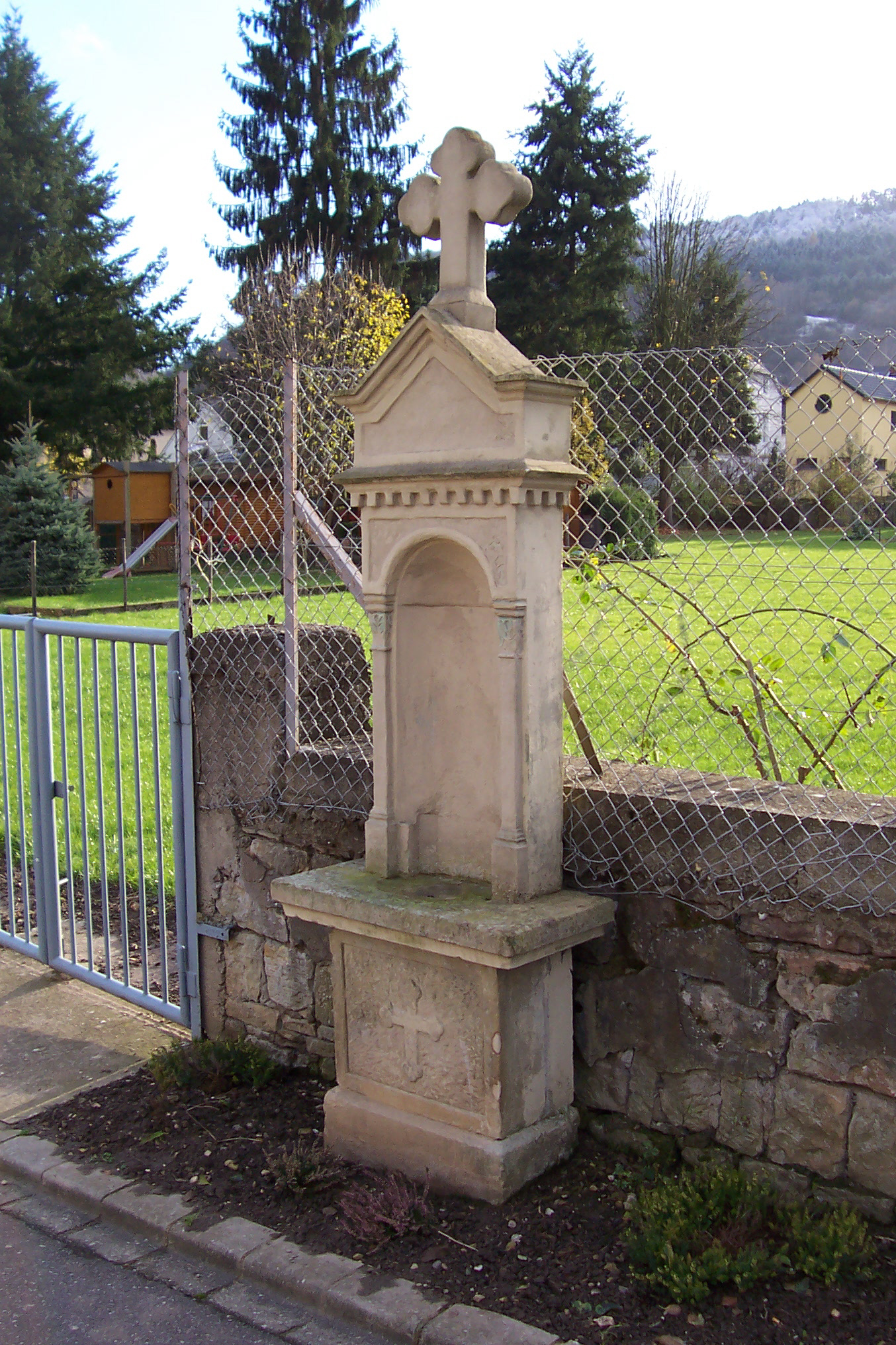
Pestkreuz

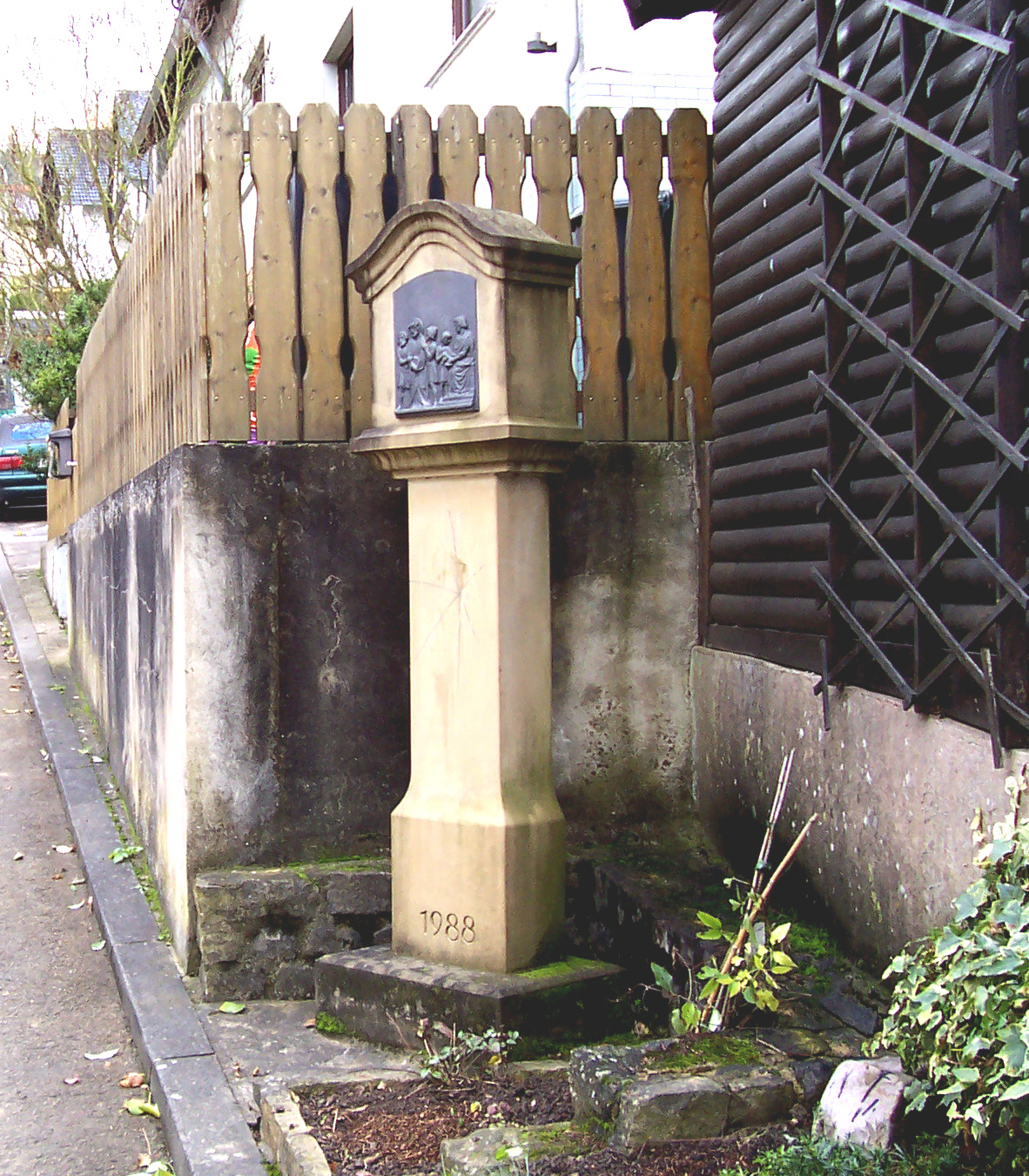
Kreuzwegstation

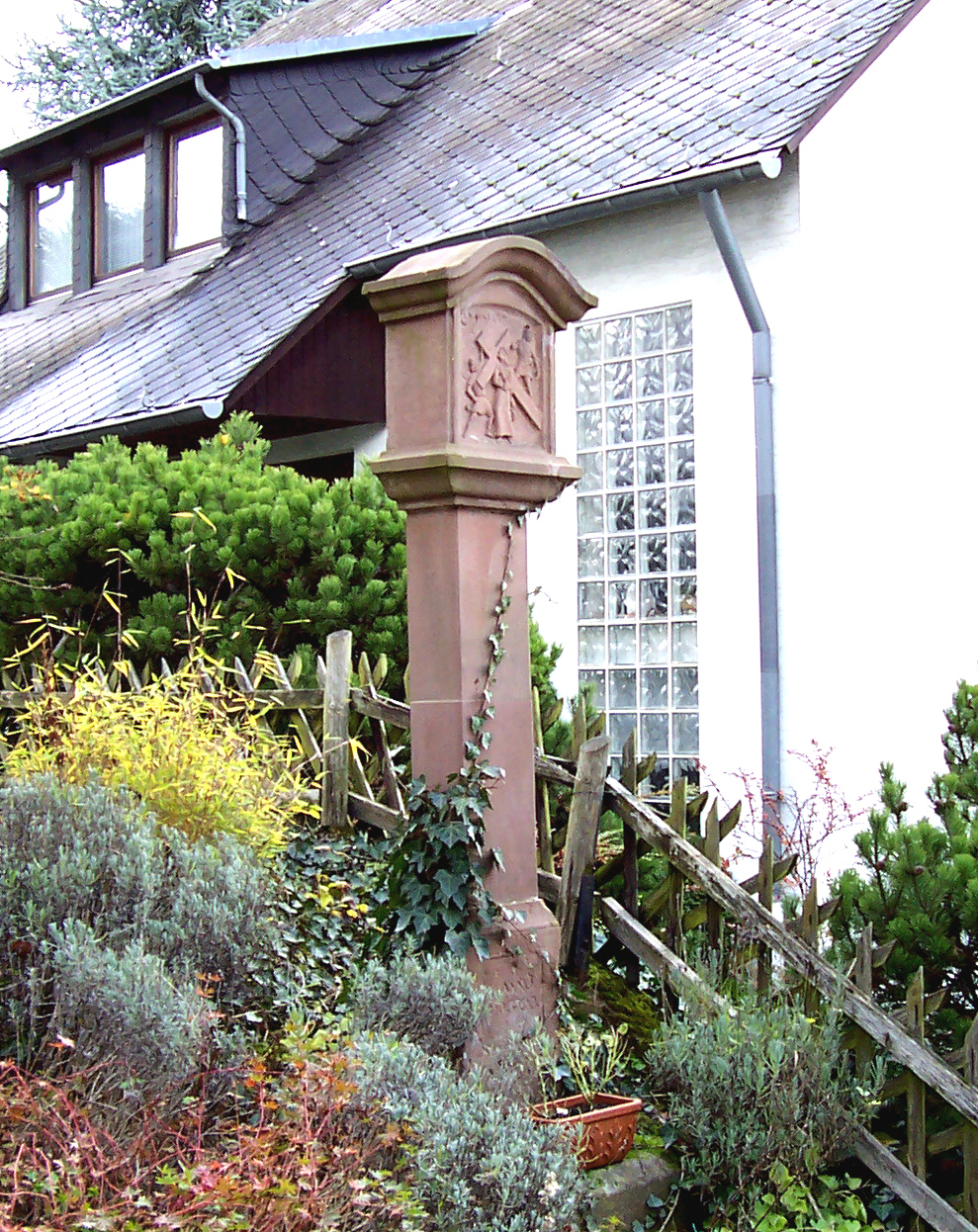
Kreuzwegstation

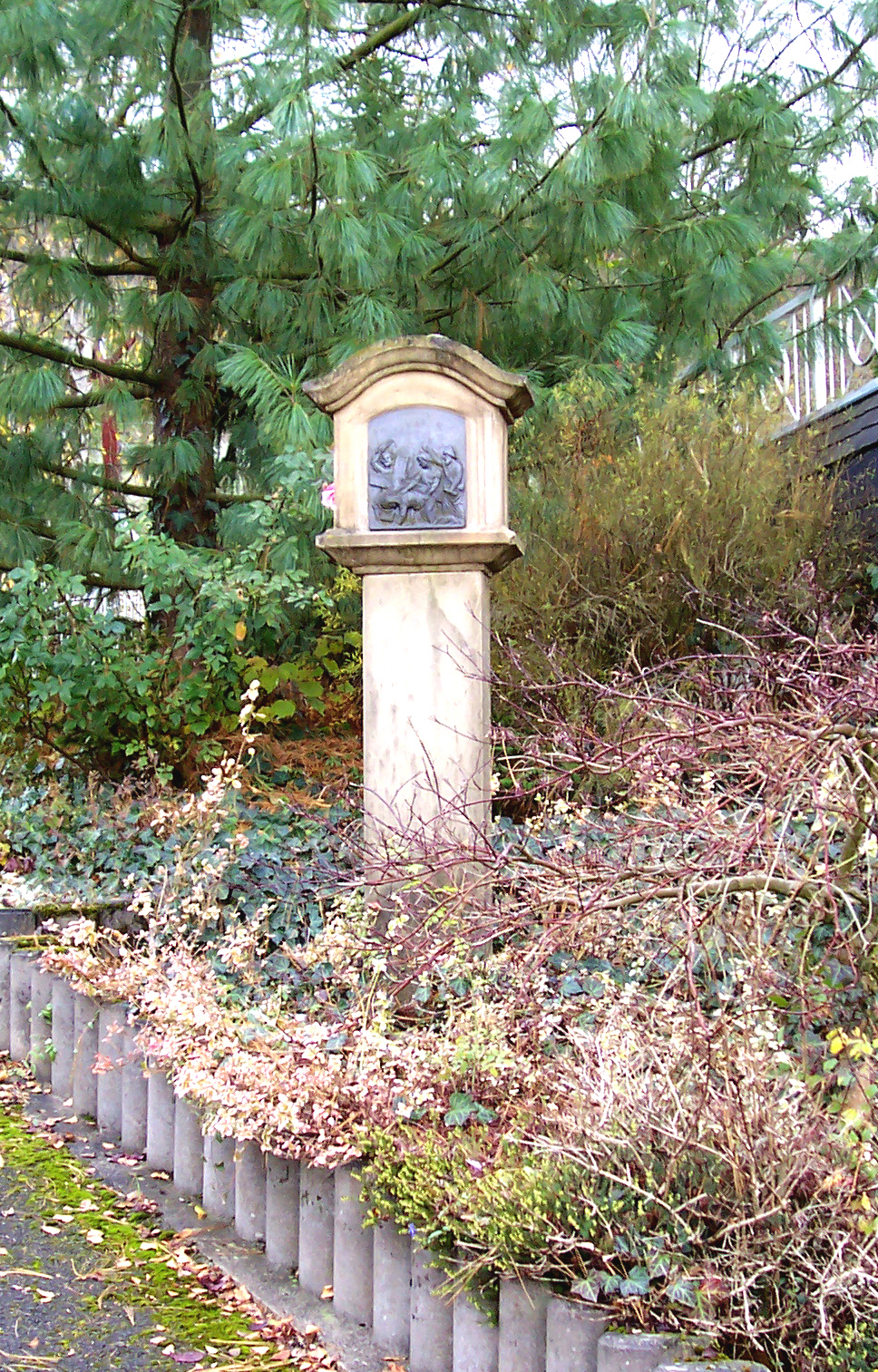
Kreuzwegstation

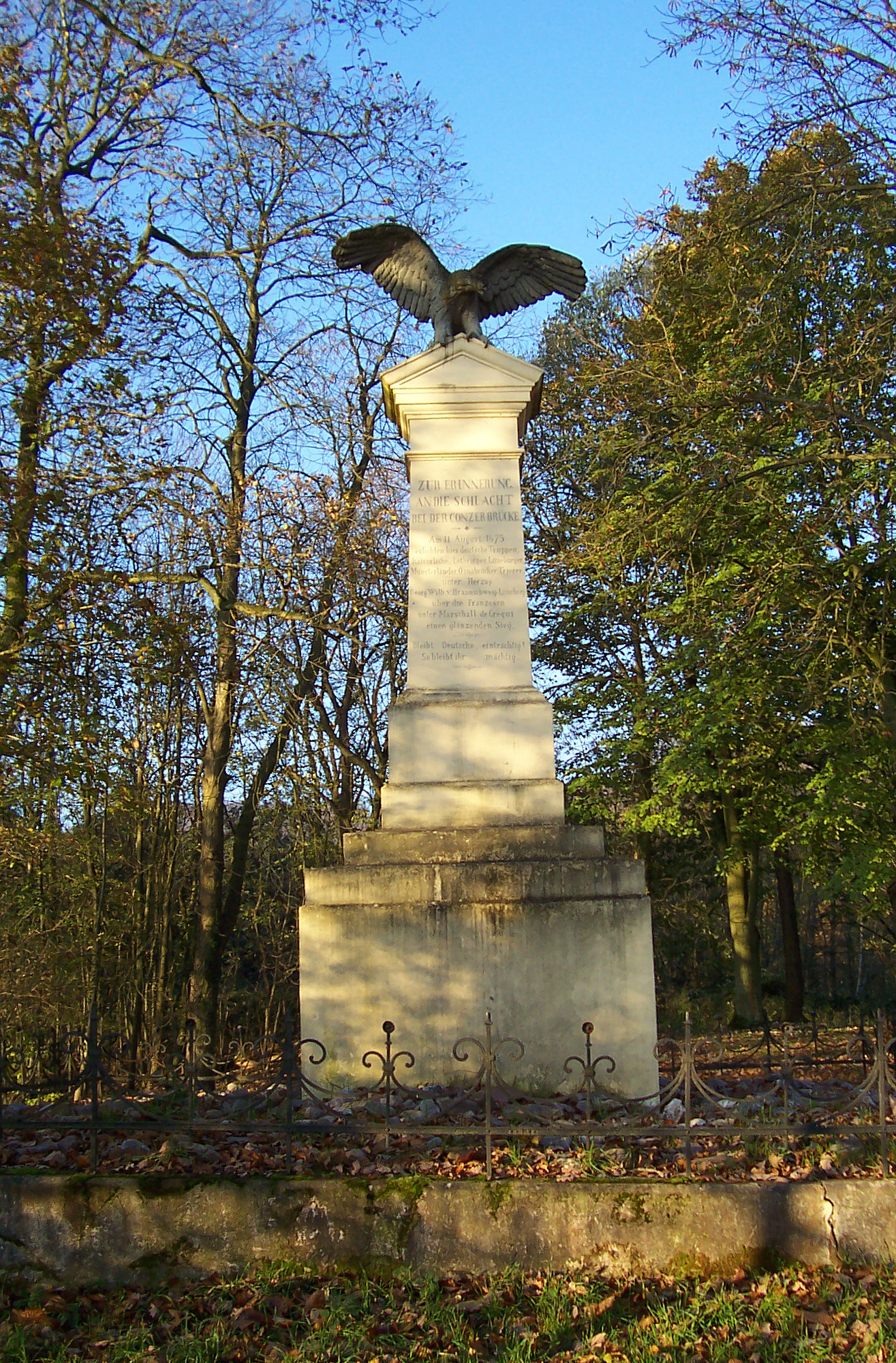
Granadenkmal

### Sehenswertes im Ort

#### St. Aper
- Katholische Pfarrkirche St. Aper mit neobarockem Glockenturm;

#### Marktplatz
- Marktplatz, als Startpunkt des Kultur- und Orchideenweges (Infotafel), mit
  - Brunnen
  - Reste der Wasserleitung der ehemaligen römischen Villa
  - Fährmann mit stilisiertem Nachen
  - Schellenmann – Schelle im Sinne von Klingel oder Glocke; er verkündete als Ausrufer während eines Rundganges durch den Ort noch bis 1967 amtliche Bekanntmachungen und aktuelle Ereignisse
  - Diorama der Schlacht an der Konzer Brücke am 11. August 1675 in einem Schauraum

#### Weiteres
- Aus Wasserliesch kommt eine auf das Jahr 1470 datierte wertvolle aus Lindenholz gefertigte Holzfigur der Mutter Gottes auf der Mondsichel; sie wird dem niederländischen Bildhauer Nikolaus Gerhaerd von Leiden zugeschrieben und ist im Bischöflichen Diözesanmuseum in Trier ausgestellt.
- Krieger-Ehrenmale neben der Kirche zum Gedenken der in den beiden Weltkriegen Gefallenen des Ortes,
- Pfarrhaus neben der Kirche, 1884 erbaut, später mit einem Jugendheim und Kindergarten, heute Kita, erweitert
- Friedhof mit kleinem Ehrenfriedhof neben der Friedhofskapelle
- altes Schulgebäude an der Hauptstraße – es trug während der Hitlerzeit den Namen Horst-Wessel-Schule; die gleichlautende Schrift an der Front des Gebäudes wurde nach dem Zweiten Weltkrieg entfernt
- St. Marien Grundschule mit Turn- und Mehrzweckhalle in der Acht
- Karthäuser-Mühle, denkmalgeschütztes altes Mühlengebäude in der Mühlenstraße, heute Wohnhaus
- Festplatz mit Musikpavillon neben der Kirche
- altes Bauernhaus mit Rokoko-Fassade in der Neudorfstraße aus dem 17. Jahrhundert
- altes Bauernhaus in der Kordelstraße, klassizistische Winkelhofanlage
- Altes Wasserwerk an der Römerstraße
- Alte Wasserpumpstation im Ortsteil Reinig
- Fünf Wasserpumpstationen mit Hochbehälter im Albachtal, versorgen Wasserliesch, Teile der Stadt Konz sowie einige weitere Gemeinden mit Trinkwasser
- Reiniger Kapelle im Ortsteil Reinig aus dem 18. Jahrhundert mit St.-Nikolaus-Figur über dem Eingang; ein „Oratorium für das gemeinsame Gebet des heiligen Rosenkranzes“, so umschrieben die Erbauer damals ihren Zweck
- Grillhütte des Heimat- und Verkehrsvereins am Berghang unterhalb der Löschemer Kapelle
- Sportplatz, am Ortsausgang in Richtung Oberbillig
- Tennisplatz, mit Startpunkt des Kultur- und Orchideenweges (Infotafel)
- Boule- und Bocciaplatz im Neubaugebiet Granahöhe
- Albachtal, landschaftlich reizvoll, mit den Gebäuden zweier ehemaliger Mühlen

Siehe auch: Liste der Kulturdenkmäler in Wasserliesch

### Historische Flur- und Wegekreuze
In Wasserliesch stehen viele historische Wege- und Flurkreuze, sie tragen teilweise Inschriften, die mit einer Entstehungsgeschichte verbunden sind oder eine andere Aussage machen:
- Schifferkreuz im Ortsteil Reinig am ehemaligen Fähranleger, es ist aus zwei Teilen zusammengesetzt:
  - oben der ältere Teil mit Kreuzigungsgruppe, der Jahreszahl 1661 und dem Text „DIES CREVTZ HABEN ZV DER EHREN GOTTES AVFGERICHTET VON HANS VND SEINE… FRAV MARGARETA VN…“,
  - darunter der jüngere Teil Sockel mit der Jahreszahl 1734 und einer Darstellung des Schutzpatrons der Schiffsleute sowie der eingemeißelten Inschrift „S NICOLAVS“, darunter die Darstellung einer blühenden Pflanze, die eine Rose oder Lilie mit drei Blüten und seitlichen Verästelungen; die Blüten symbolisieren vermutlich die drei Kinder des Stifters
- Wiesenkreuz außerhalb des Ortsteils Reinig am Rad- und Fußweg nach Tawern, es war nach dem Zweiten Weltkrieg zerstört und wurde in den 1980er Jahren wieder errichtet. Aufschrift: „Zur christlichen Erinnerung“ und die Jahreszahl: 1886
- Schaftkreuz in der Zehnt, von 1856 mit der Aufschrift „Zur christlichen Erinnerung“, es soll ursprünglich auf einem anderen Sockel mit den Jahreszahlen 1672 und 1683 gestanden haben
- Reiniger Kreuz, zweiteiliges Altarkreuz am Anfang der Reinigerstraße:
  - der Altartisch mit dem eingemeißelten Text: „DIS CREVZ HAT DER GEWESENE ZENTER NICKLAVS …(aufgerichtet?) MIT BEISTANT DER WASSERLISCH VNT REINIGER GEMEIN ZV EHREN DEM H-BISCHOF ST ABER DIE WV ER IST EIN PATRON DES GOTTESHAVS ZV REINIG“
  - auf dem Altartisch ein stehendes Kreuz mit der Jahreszahl MDCCC (1800)
- Bildstock von 1776 in der Hauptstraße am Haus Nr. 21; Spätbarocker Schaftbildstock aus dem Jahre 1776, oben eine sorgfältig ausgeführte dreiviertelplastische Kreuzigungsgruppe, darunter ein ausgeprägter Engelskopf, der die Reisenden auf der vorbeiführenden Straße beschützen sollte
- Altarkreuz mit der Jahreszahl MDCCCXXIII (1823) in der Hauptstraße vor der alten Schule
- Unglückskreuz am Marktplatz, Rokoko-Kunstwerk aus dem 3. Viertel des 18. Jh. Es stand ursprünglich am Moselufer und erinnert an den „nassen“ Tod eines Mannes, vermutlich eines verunglückten Schiffers, es trägt in der Mitte des Kleeblatt-Kreuzreliefs das Christusmonogramm JHS, der von Blattwerk umrahmte Balusterschaft lässt das Symbol eines Schiffsankers erkennen, das von einem Paddel und einer Stake gekreuzt wird
- Pestkreuz in der Mühlenstraße, vermutlich aus Dankbarkeit nach dem Abklingen der Pestepidemie der Jahre 1792 und 1793 aufgestellt
- Wegekreuz Bildstock von 1898 in der Neudorfstraße im Vorgarten eines Privathauses am Ortsende in Richtung Oberbillig, der obere Teil war ursprünglich mit einer Steinplatte von dem unteren Teil getrennt. Auf die Bildnische war ein kleines steinernes Kreuz aufgesetzt. Das eingesetzte Relief ist nicht mehr original, es stellt eine Pietà dar mit dem in den Stein eingemeißelten Schriftzug: „Schmerzhafte Mutter Gottes!“ Die Schrift ist stark verwittert und nur noch teilweise lesbar.

### Der Kultur- und Orchideenweg
Der Kultur- und Orchideenweg Wasserliesch wurde 2005/2006 mit Förderung der EU eingerichtet und besteht aus zwei jeweils etwa 6 km langen Rundwanderwegen, die von den beiden Startpunkten am Marktplatz und am Tennisplatz ausgehen und mit einem Höhenunterschied von rund 200 m über den Liescher Berg hinweg führen. Hier und am Parkplatz Perfeist auf dem Hochplateau des Berges informieren Info-Tafeln über die geologischen Gegebenheiten, Kulturzeugnisse und Naturschönheiten der beiden Rundwege; die Wege bieten unter anderem folgende Sehenswürdigkeiten:
- Granahöhe mit Granadenkmal zur Erinnerung an die Schlacht an der Konzer Brücke, im Jahre 1892 aufgestellt
- Krieger-Ehrenmal aus dem Ersten Weltkrieg, aufgestellt im Mai 1915, auf halber Berghöhe im Wald; mit Natursteinen gemauert steht es unmittelbar neben einer Felswand, dem historischen „Karthäuser Steinbruch“, geschützt von einer niedrigen Stützmauer mit einem einfachen steinernen Kreuz darauf. Auf dem Ehrenmal steht ein Tatzenkreuz, wie man es häufig auf oder an Kriegerehrenmalen und -gedenkstätten findet. In den Gedenkstein ist an der Vorderseite der Spruch eingemeißelt: „Den gefallenen Kameraden von Wasserliesch, Reinig und Igel gewidmet“.

In die Rückseite ist ein halbrunder Stein eingesetzt, der von einem anderen älteren Ehrenmal aus dem Deutsch-Französischen Krieg von 1870/71 stammt und hier gestanden hat. Sein oberer Teil zeigt ein eingemeißeltes Tatzenkreuz. Darunter ist die Schrift „P.B.21.“ für „Pionierbataillon 21“ mit der Jahreszahl 1915 zu erkennen. Daneben ist ein stark verwittertes Herz mit dem Christusmonogramm „JHS“ eingraviert. Ungewöhnlich ist der Zeitpunkt der Aufstellung, denn der Krieg hatte gerade erst begonnen und bis 1918 sind noch viele weitere Soldaten gefallen. Anlass dafür könnte die damals weit verbreitete Siegeseuphorie gewesen sein. Ungewöhnlich ist auch der Standort an einer eher nur schwer erreichbaren Stelle im Wald; möglicherweise hatte man sich nicht auf einen Standort innerhalb einer der drei Gemeinden einigen können oder man wählte diesen Standort, weil es hier bereits einen Gedenkstein gab.
Die Pioniereinheit 21 aus Mainz-Kastel hatte Ende 1914 zu Beginn des Ersten Weltkrieges eine Behelfsbrücke über die Mosel hinweg zwischen dem Ortsteil Reinig und dem gegenüberliegenden Ort Igel errichtet. Sie soll das Ehrenmal als Dank für die freundliche Aufnahme durch die Bevölkerung von Wasserliesch, Reinig und Igel gestiftet haben.
- Alte Felsinschrift, vermutlich von Steinbrechern im Jahre 1703 in die hohe Felswand eingemeißelt, bevor der Abbau von rotem Sandstein eingestellt wurde. Vielleicht steht die Inschrift im Zusammenhang mit der Schließung des Steinbruchs. Der Text bezieht sich auf das, was die Steinbrecher im 17. und 18. Jahrhundert, ebenso wie viele Arbeiter heute noch, beschäftigt haben dürfte, nämlich auf den Preis für ihr tägliches Getränk während oder nach der Arbeit. In der damals üblichen Schreibweise stellen sie fest: „A. D. 1702 VNT 3 HABEN WIR DEN WEIN FOVR 1 ALBVS“ Im Klartext: „In den Jahren 1702 und 3 haben wir den Wein für einen Albus …“. Der „Albus“, zu Deutsch Weißpfennig, war eine Münze, die der Trierer Erzbischof Kuno von Falkenstein nach 1368 in Umlauf setzte. Sie war damals westlich des Rheins sowie am Mittel- und Niederrhein gültiges Zahlungsmittel. Möglicherweise bezog sich der angegebene Kaufpreis „1 Albus“ auf ein „Quart“ Wein, das einer Menge von 1,145 Liter entsprach. Auch wenn in Wasserliesch damals schon Wein angebaut worden ist, bezieht sich die Inschrift vermutlich auf den Apfelwein, denn „richtigen“ Wein hätten sich die Arbeiter im Steinbruch wohl nicht leisten können.
- Stationenweg (Kreuzweg), der Weg wurde vor rund 200 Jahren – Anfang des 19. Jahrhunderts – von Ort aus bis zur Löschemer Kapelle auf der Höhe des Liescher Berges angelegt. Er überwindet auf eine Länge von etwa 1,5 km rund 200 Höhenmeter. Insgesamt 14 Kreuzwegstationen stehen in mehr oder weniger regelmäßigen Abständen von je bis zu etwa 100 m am Wegrand. Die Bildstöcke stellen den Kreuzweg Jesu Christi dar, den er vor seiner Kreuzigung, das eigene Kreuz tragend, gehen musste. Einige tragen Jahreszahlen, die 2. Station die römische Jahreszahl MDCCCXX (1820), die 9. Station die Jahreszahl 1812. Inzwischen zeigen mehrere Bildstöcke deutliche Verwitterungsspuren. Ein Teil ist Ende der 1980er Jahre restauriert oder erneuert worden, die erste Station trägt daher die Jahreszahl 1988. Das Herrichten des Stationenweges soll, einschließlich des Aufstellens der Bildstöcke, 12 Jahre in Anspruch genommen haben. Die einheitlich gestalteten Kunstwerke sind Bildhauerarbeiten, teils aus gelbem, teils aus rotem, heimischem, Sandstein gehauen. In das Oberteil sind gusseiserne Reliefs eingelassen, welche die jeweilige Situation bildhaft darstellen. Die Bildstöcke bezeugen das handwerkliche und künstlerische Können der Wasserliescher Steinbrecher und Steinmetze. Wartung und Pflege der einzelnen Stationen übernahmen nach der Aufstellung einheimische Bürger und führten sie traditionell von Generation zu Generation in der Familie fort; bei einigen Stationen ist das noch heute der Fall.
- Löschemer Kapelle, weithin sichtbar auf dem Liescher Berg, 340 m über NN.
- Naturschutzgebiet „Perfeist“ (Infotafel), besteht seit 1986; sogenannter Kalkmagerrasen schafft die Voraussetzungen für viele seltene Pflanzenarten. Je nach Jahreszeit blühen hier zum Beispiel Gewöhnliche Kuhschelle, die Echte Schlüsselblume, Purpur-Knabenkraut, Ohnhorn, Bocks-Riemenzunge, Helm-Knabenkraut, Kornelkirsche, Thymian, Herbstzeitlose, Blauer Enzian. Der Orchideenweg führt als Rundweg durch das Naturschutzgebiet hindurch.
- Altes Lager, am hinteren Ende des Orchideenweges, weitgehend von Bäumen und Sträuchern überwuchert. Es wurde vermutlich im 3. Jahrhundert von den Römern erbaut und ist dann verfallen. Die ausgedehnte Anlage, 94 m lang und 47 m breit, war mit Steinwällen und Gräben nach allen vier Seiten, ebenso wie durch ihre Lage an der nach drei Seiten hin steil abfallenden Bergkante hervorragend gesichert. Archäologische Grabungen in den Jahren 1853, 1896 und 1973/74 brachten nur wenige Erkenntnisse. Der Sage nach soll die Anlage eine Niederlassung der Tempelherren gewesen sein; der Volksmund nennt das Gebiet „Klostergarten“, was auf eine solche Nutzung hindeutet; Nachweise dafür gibt es jedoch nicht.

Bildergalerie
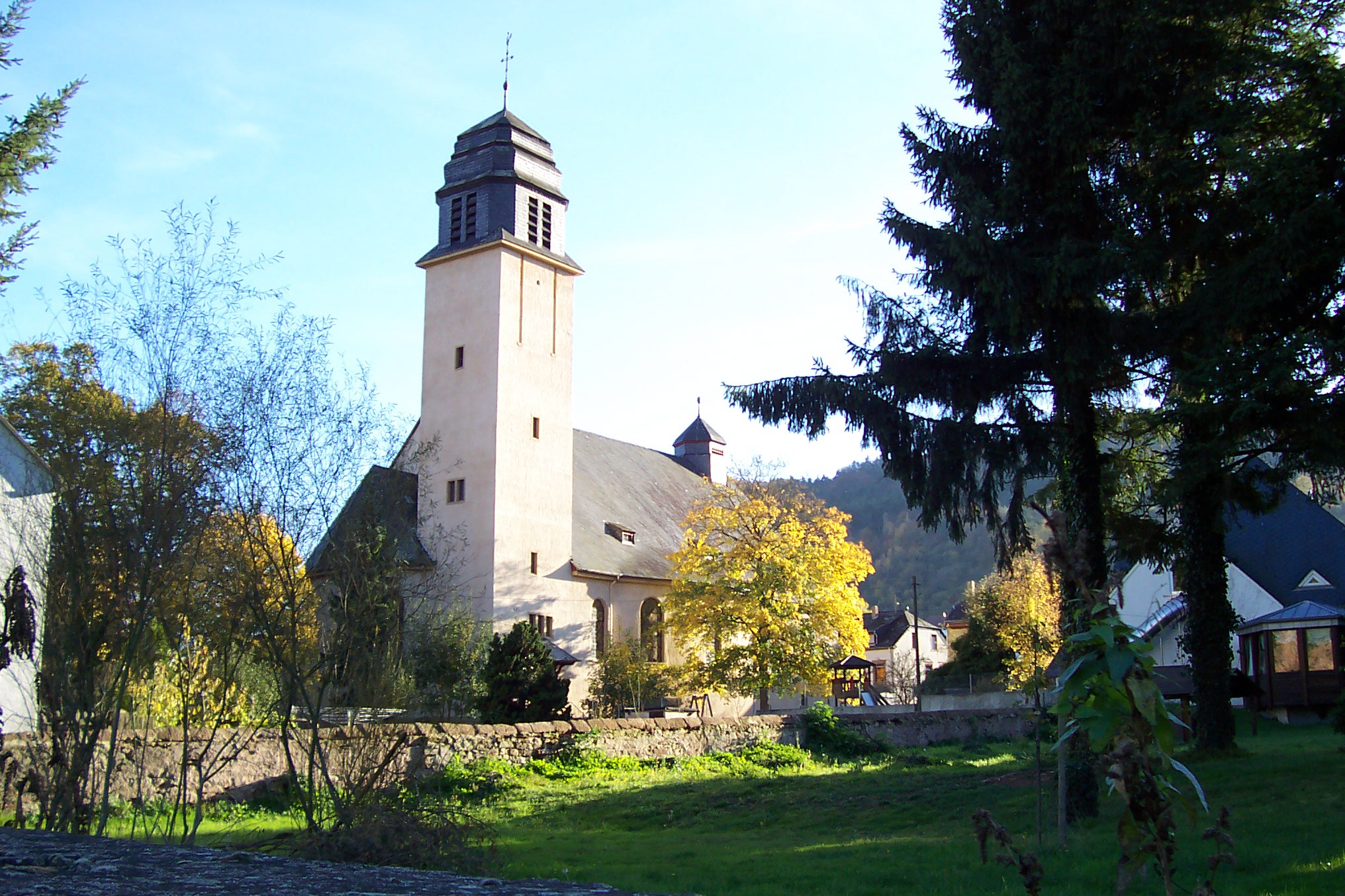
Pfarrkirche St. Aper
Löschemer Kapelle
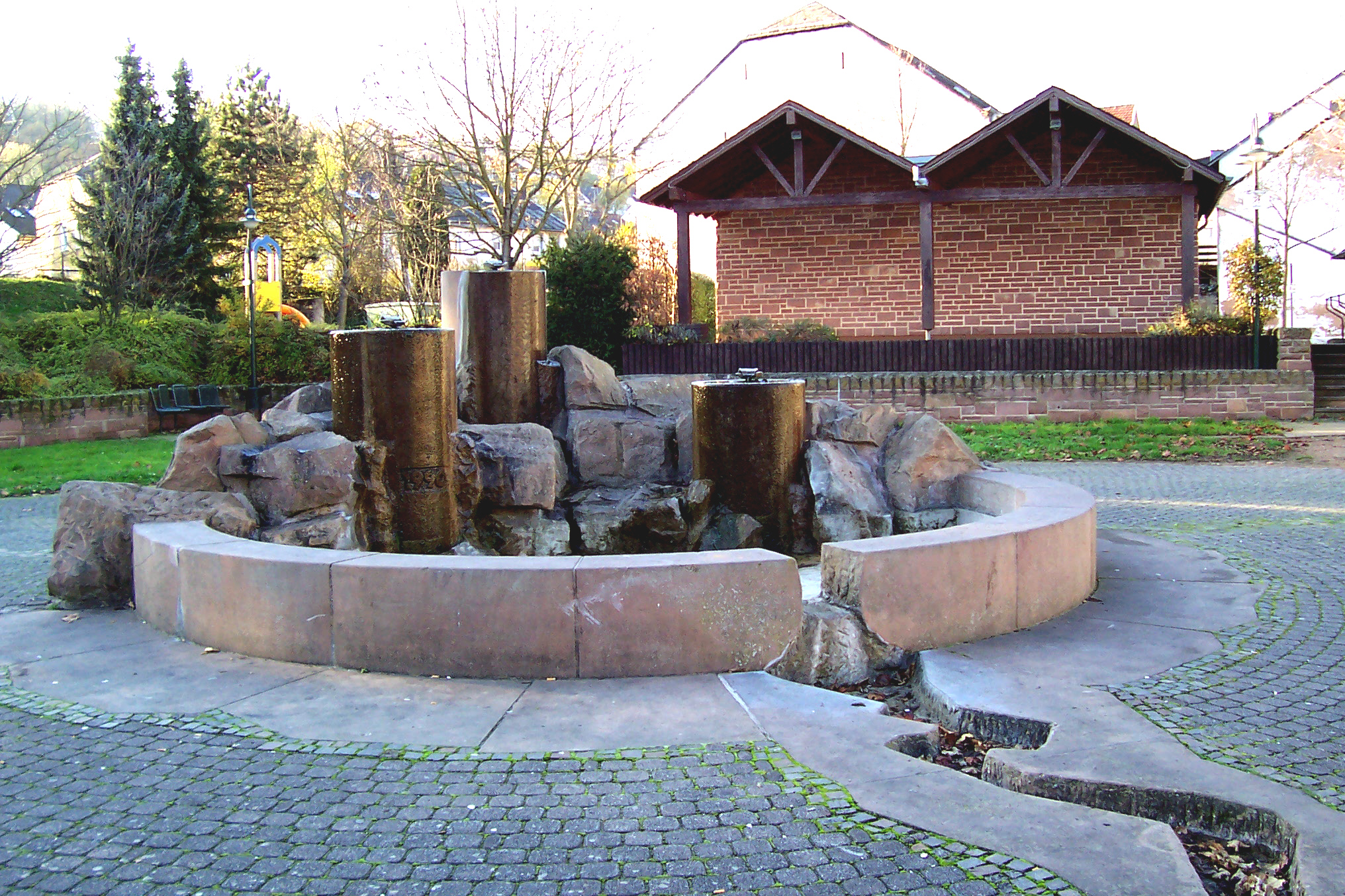
Marktplatz mit Brunnen
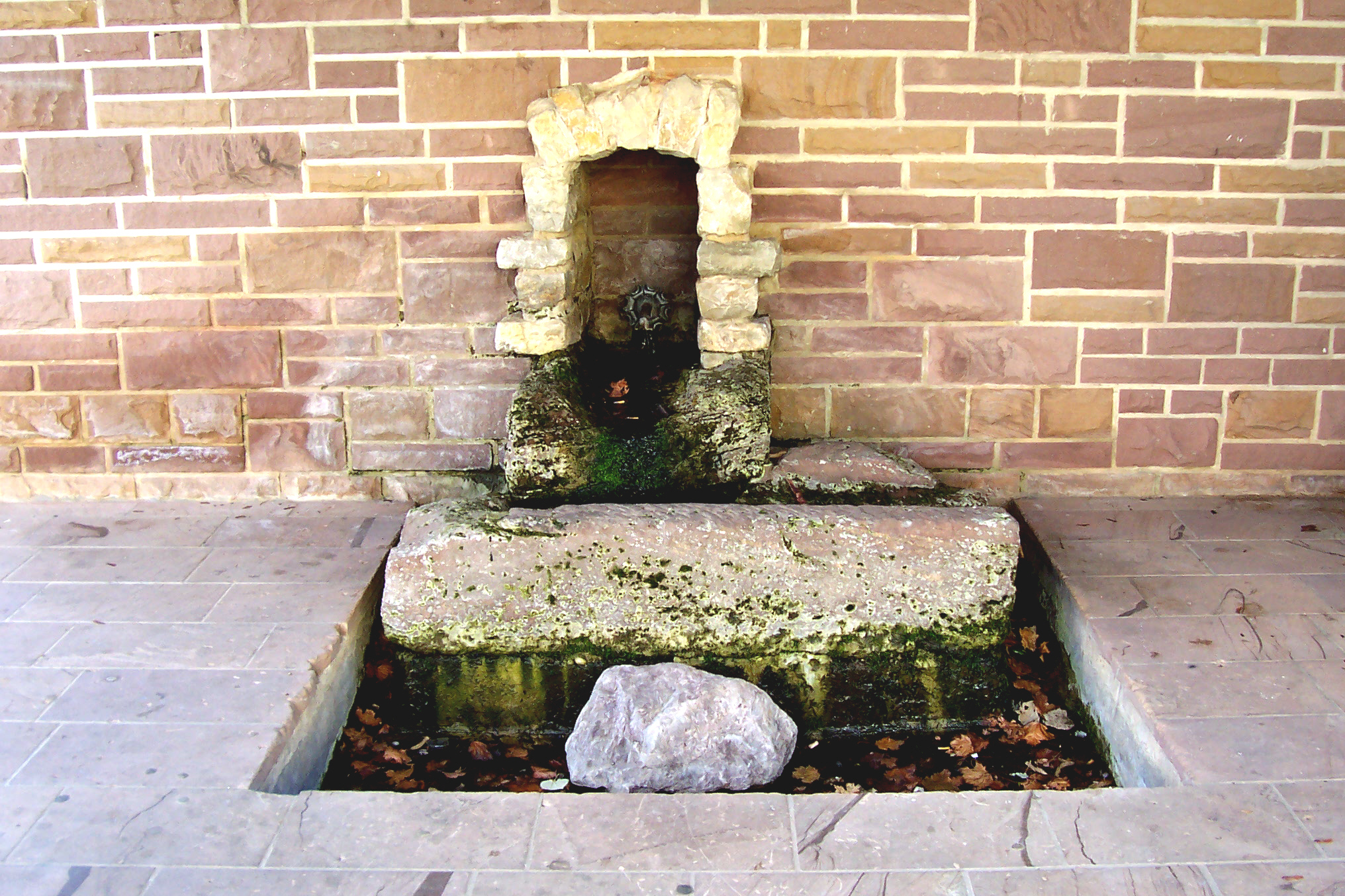
Römische Abwasserleitung
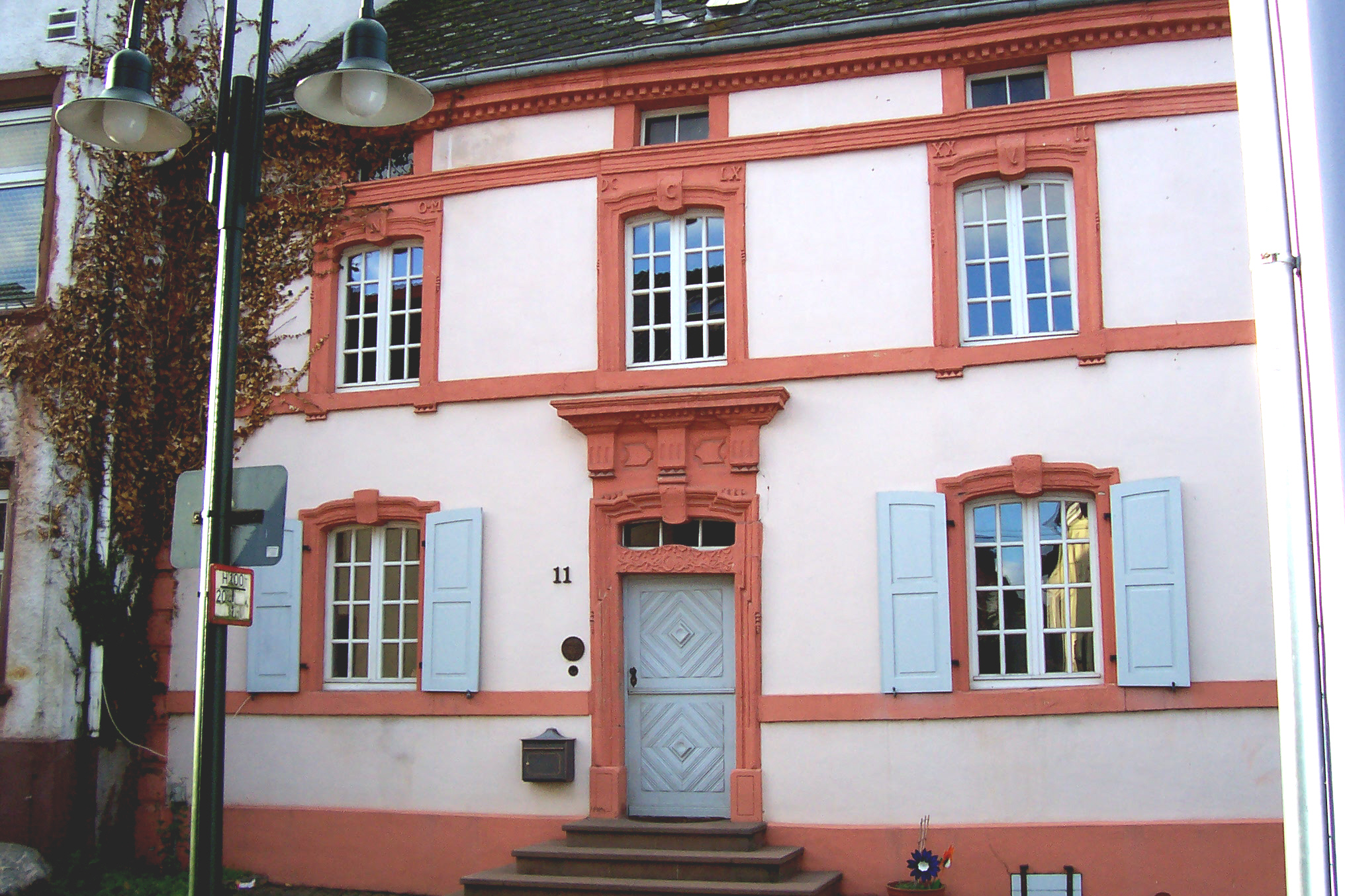
Rokoko-Fassade 1787
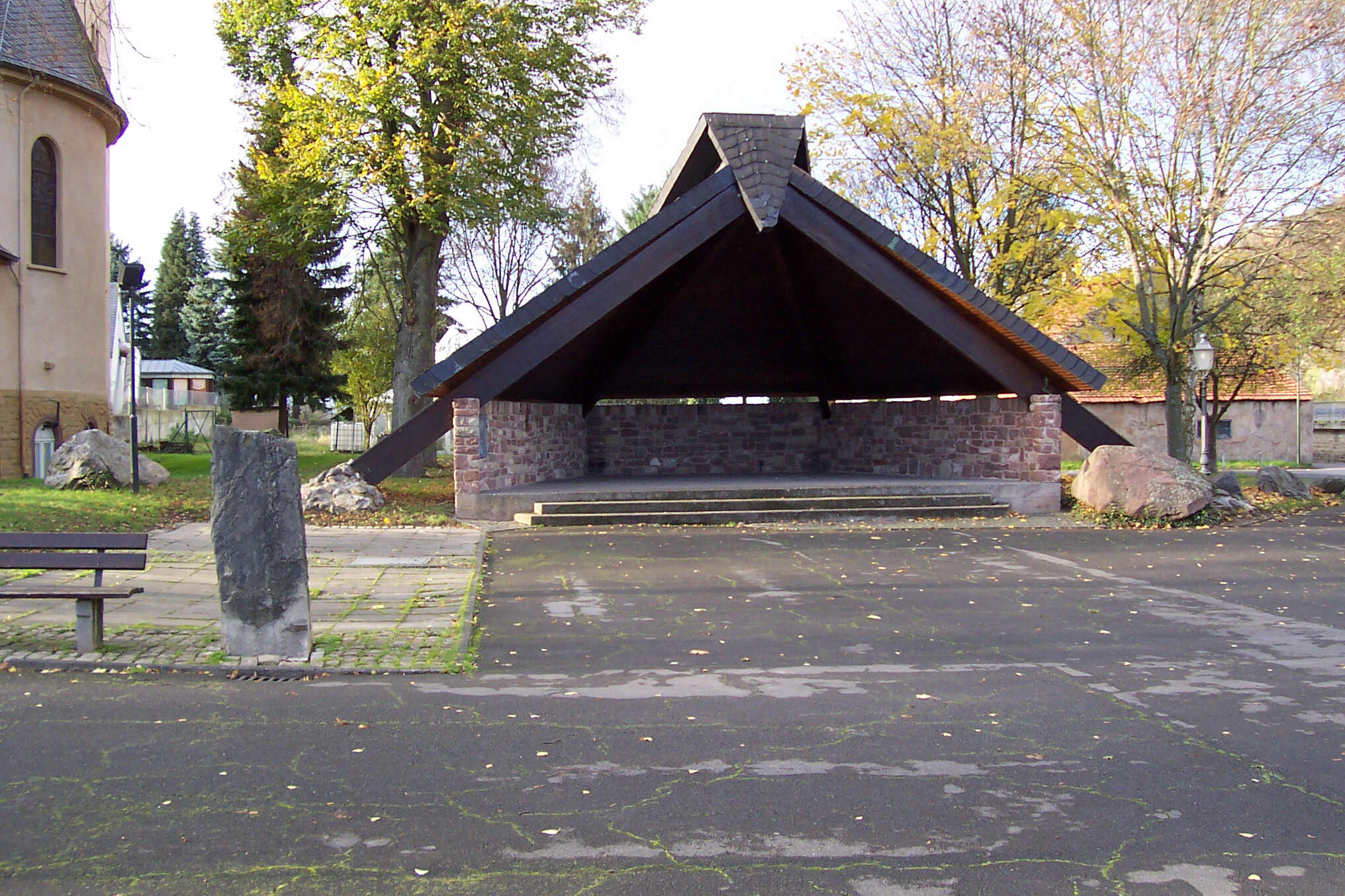
Festplatz mit Musikpavillon
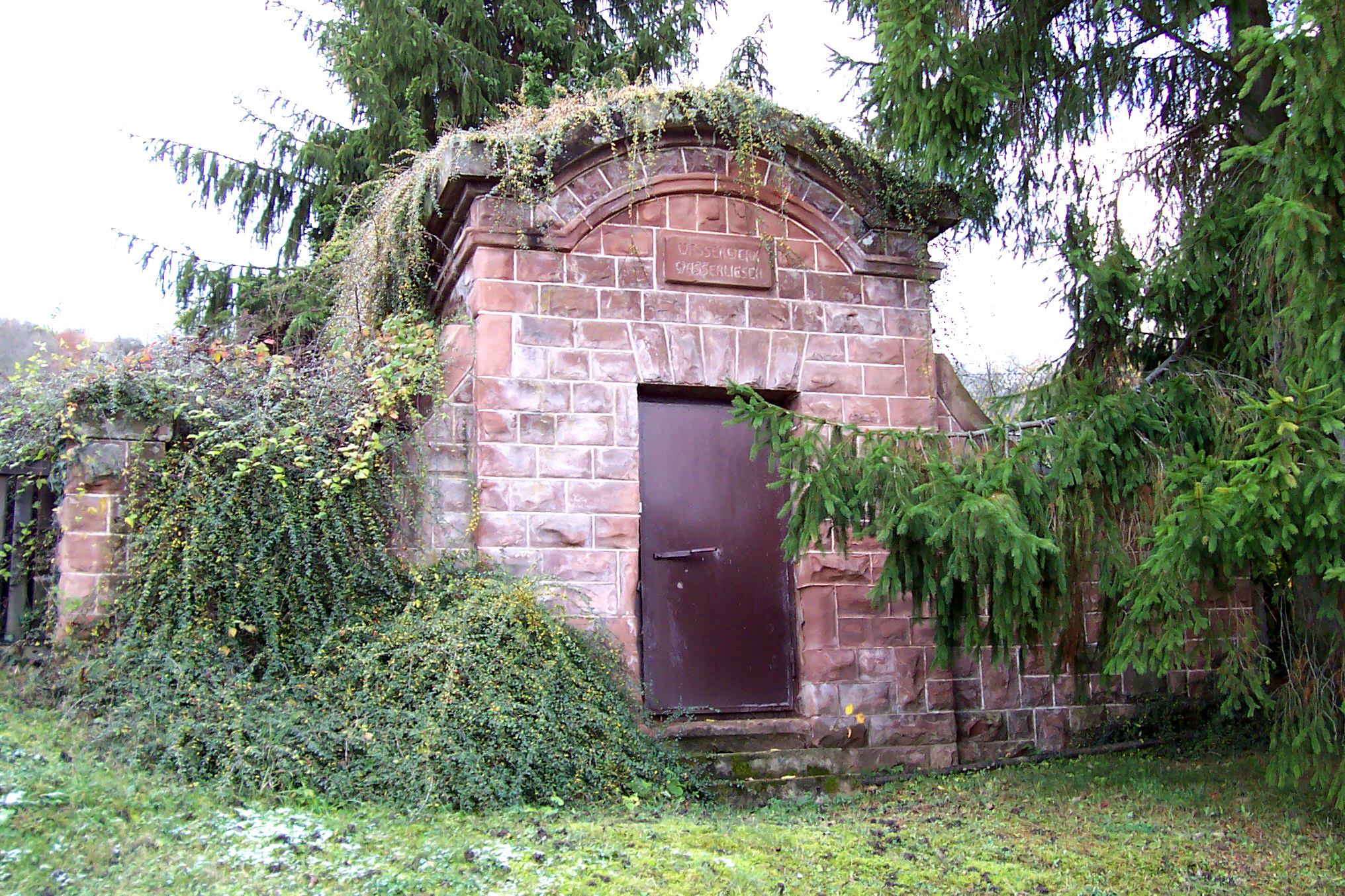
Altes Wasserwerk
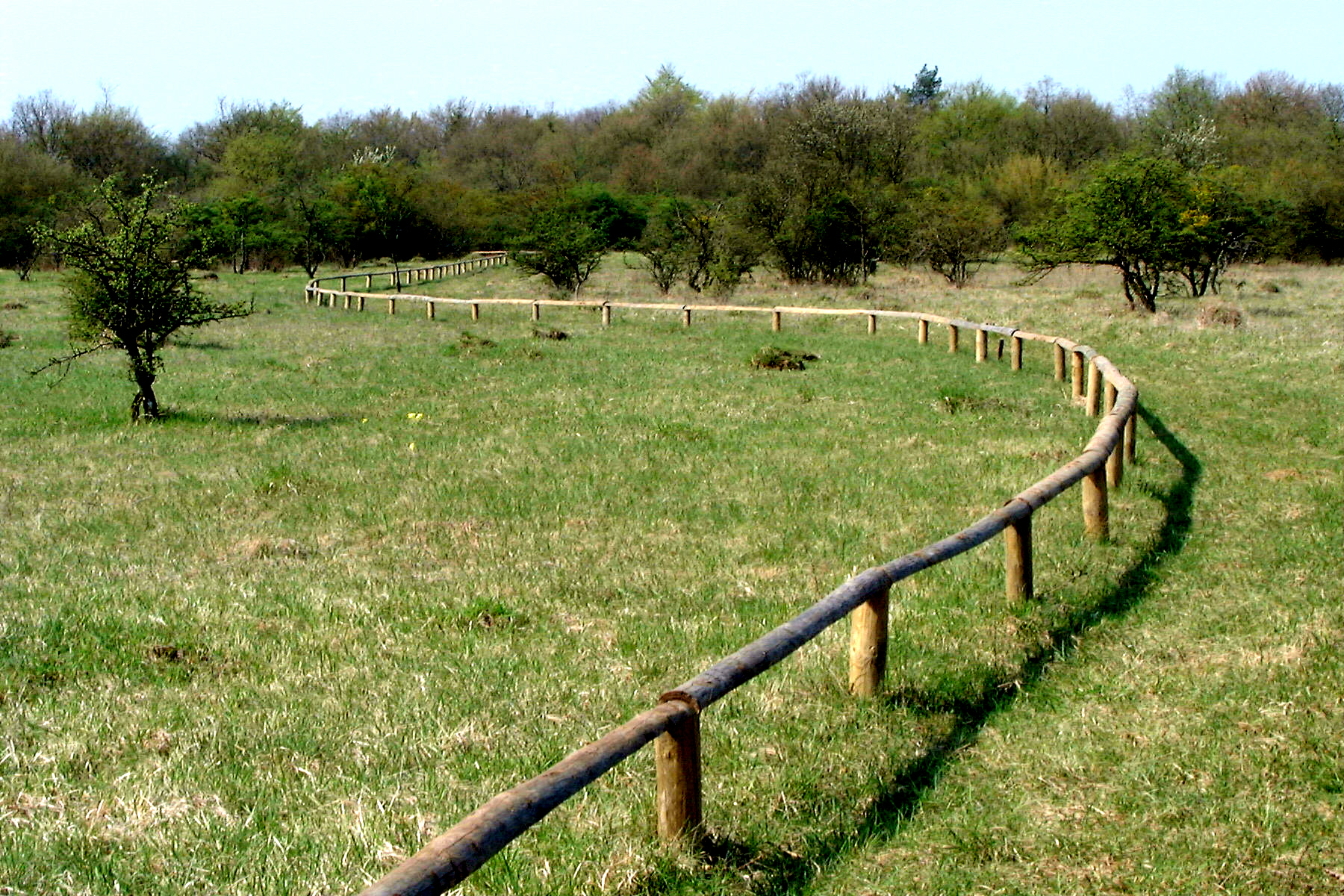
Orchideengebiet

## Wirtschaft und Infrastruktur

### Von Wasser, Wein und Viez
Das Albachtal birgt ein großes Wasserreservoir, das man nach Probebohrungen in den 1970er Jahren mit Pumpstationen erschließt. Qualitativ hochwertiges Trinkwasser wird hier in einen am Berghang stehenden Hochbehälter gepumpt, um von dort aus nach Wasserliesch, in Teile der Stadt Konz und in die moselaufwärts gelegenen Orte bis einschließlich Nittel und dem luxemburgischen Ort Mertert weitergeleitet zu werden. Noch bis zum Ende des Zweiten Weltkrieges wurde Wasserliesch ausschließlich von den am Hang des Liescher Berges entspringenden Quellen, darunter dem an der Westflanke gelegenen Angelborn, mit Trinkwasser versorgt. Vom Angelborn aus führte eine etwa drei Kilometer lange Wasserleitung zu dem Sammelbassin, das heute noch am Ortsrand oberhalb der Römerstraße zu sehen ist. In Trockenperioden reichte jedoch die Wassermenge schon damals nicht mehr aus, sodass man unmittelbar nach dem Zweiten Weltkrieg eine Pumpstation zur Förderung von Grundwasser am Ortseingang aus Richtung Konz bauen musste; auch sie ist noch vorhanden, aber nicht mehr in Betrieb.
In Wasserliesch hat der Weinbau eine lange Tradition, denn schon die Römer bauten im Moseltal den Wein an. Am südöstlichen Berghang des Albachtales und an einigen Stellen im Tal findet man noch Weinberge und Weinbauflächen. Inzwischen liegen hier, wie anderswo an Mosel, Saar und Ruwer, viele Flächen brach. Andere schon lange nicht mehr für den Weinbau genutzte Hanglagen, die teilweise kaum noch als solche zu erkennen sind, findet man an den östlichen Terrassenhängen des Liescher und an den Südhängen des Igeler Berges auf der anderen Moselseite. Angepflanzt wurde und wird in erster Linie die für die Obermosel typische Elbling-Rebe, die vermutlich die Römer mit an die Mosel brachten. Heute bauen die Winzerbetriebe auch in ebenen Tallagen mit neueren Rebsorten Weißweine und zunehmend auch Rotweine an.
Obwohl in Wasserliesch seit langem Wein angebaut wird, kam im 19. und 20. Jahrhundert eher dem Viez die größere Bedeutung zu, jedenfalls als Hausgetränk. Hergestellt aus dem Saft besonders kleiner säurehaltiger Apfelsorten, teilweise unter Beimischung von Birnensaft, lagerte man ihn das Jahr über in Holzfässern im Keller, um ihn portionsweise in einen Steinkrug abzufüllen, zu „zapfen“, wie man sagte. Trinkgefäß war ein 0,4 l großer Porzellankrug, die sogenannte Porz. Liebhaber behaupten heute noch, der Viez schmecke besonders gut, wenn er aus diesem speziellen Trinkgefäß getrunken wird. Viez war auch das traditionelle Erfrischungsgetränk während der Feldarbeit. Hier trank man ihn direkt aus dem Steinkrug, in dem er sich auch bei warmen Außentemperaturen relativ lange frisch und kühl hielt. Ausgedehnte Streuobstwiesen lieferten den „Rohstoff“ für die Viezherstellung. Heute wird der Viez in der Region eher in großen Kellereien hergestellt und in Flaschen verkauft, aber auch in Gaststätten serviert.

### Über die Mosel und auf der Mosel
Eine Furt durch die Mosel als Verbindung zwischen dem Ortsteil Reinig und dem Nachbarort Igel gestattete zu Zeiten der Römer und vermutlich schon lange vorher das Überqueren des Flusses mit Fahrzeugen und zu Fuß bzw. zu Pferd – jedenfalls bei niedrigem Wasserstand. Später gab es in Wasserliesch zwei Fährverbindungen. Die eine stellte etwa in Höhe der Kirche als Personenfähre mit einem Nachen eine Verbindung zum anderen Ufer her und ermöglichte so das Bewirtschaften der Weinberge links der Mosel. Betrieben wurde sie von einem Fischereibetrieb. Nach dem Zweiten Weltkrieg wurde diese Fährverbindung eingestellt, weil sie unrentabel geworden war. Die andere verband den Ortsteil Reinig direkt mit dem gegenüberliegenden Ort Igel. Auch hier wurde das Übersetzen als Personenfähre mithilfe eines Nachens betrieben, der teilweise, besonders bei Niedrigwasser, wegen der starken Strömung noch recht mühsam zum anderen Ufer gestakt werden musste. Außerdem gab es hier eine Pont oder Ponte, mit der auch Fahrzeuge übergesetzt werden konnten. Wichtig war diese Fährverbindung für die Bewohner von Reinig nicht zuletzt wegen der Möglichkeit, den Bahnhof Igel zur Fahrt von und nach Trier nutzen zu können, denn der lag für sie näher als der Haltepunkt in Wasserliesch. Der Reiniger Fähre ist es auch zu verdanken, dass es bis heute viele verwandtschaftliche Beziehungen zwischen den Orten beiderseits der Mosel gab und gibt. Der 1964 abgeschlossene Ausbau der Mosel mit ihren vielen Staustufen und den daraus resultierenden erschwerten Bedingungen für den Fährbetrieb führte dazu, dass auch die Reiniger Fähre zuletzt ihren Betrieb einstellte.
Nach ihrem Ausbau war die Mosel Großschifffahrtsstraße geworden, dabei war sie es eigentlich immer schon – spätestens seit der Römerzeit. Einer der vielen Belege dafür ist das von den Römern stammende Neumagener Weinschiff. Von dem Moselort Neumagen an der Mittelmosel, wo es gefunden wurde, schaffte man es in das Rheinische Landesmuseum in Trier. In Neumagen ist eine Kopie davon in Originalgröße zu sehen. Das Neumagener Weinschiff beweist, dass die Römer an der Mosel Wein anbauten und mit Schiffen auf der Mosel transportierten. Natürlich wurden aber auch andere Güter mit sogenannten Treidelschiffen auf der Mosel befördert. Stromaufwärts zog man sie vom Lein- oder Treidelpfad aus mit bis zu zehn Pferden, aber auch mit Menschenkraft. Die Treidelpfade mussten natürlich zu diesem Zweck immer frei gehalten werden. Heute sind sie noch durchweg beiderseits des Flusses vorhanden und meist als Radwege ausgebaut, so auch in und um Wasserliesch. Der Gütertransport mit Treidelschiffen dürfte spätestens mit dem Bau der Eisenbahnen Ende des 19. Jahrhunderts endgültig eingestellt worden sein.

### Verkehr
- Straße: Wasserliesch ist an die B 419 angebunden.
- Eisenbahn: Haltepunkt Wasserliesch an der Bahnstrecke Trier–Perl.
- Auf der Bahnstrecke Igel-Konz überquerte von 1912 bis zu ihrer Zerstörung 1945 die Hindenburgbrücke bei Wasserliesch die Mosel.

### Bildung
- Grundschule St. Marien
- Kindergarten
- VHS Wasserliesch-Oberbillig-Temmels